# Jaffa

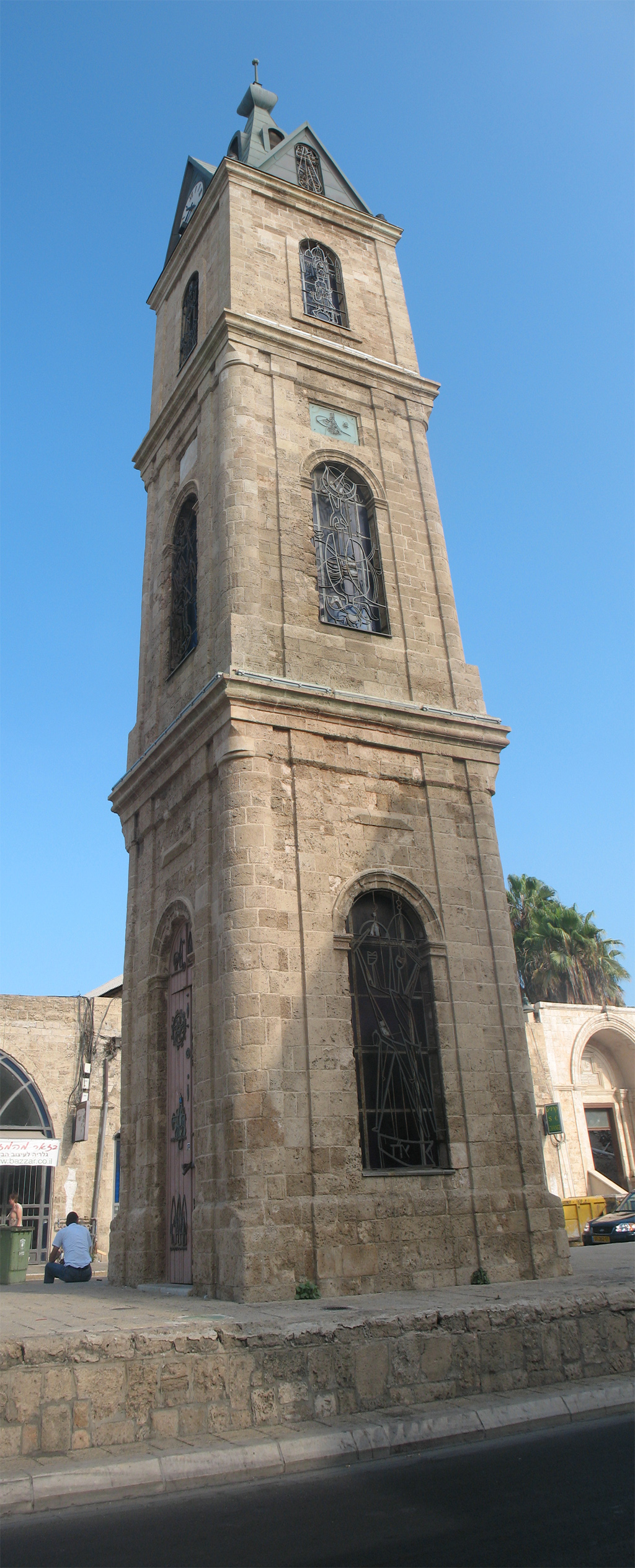
Turnul cu ceas din Yaffa

Jaffa sau Yaffa (în ebraică יפו, transliterat: Yaffo, în arabă يافا= Yaffa sau Yafa al-'Abqa („Yaffa cea veche”) sau al-Qal'a („Fortăreața”); în tăblițele de la Tell al Amarna din 1350 î.e.n. „Yapu”; în latină Joppe) este partea sudică, antică, a orașului israelian Tel Aviv (numele complet al acestuia fiind Tel Aviv-Yaffo; în ebraică תל אביב-יפו), un port străvechi la Marea Mediterană, unul din cele mai vechi orașe-porturi din lume. O parte a portului antic și câteva mozaicuri antice s-au păstrat până astăzi.
Portul Yaffa, foarte solicitat din timpuri antice și medievale, a reprezentat una din stațiile în căile spre est ale europenilor („Scările Levantului” - în franceză „les Échelles du Levant”, din punct de vedere comercial fiind însă o „scară secundară”) ca și porturile Akko și Cezareea.
La sfârșitul secolului al XIX-lea și în prima jumătate a secolului al XX-lea Yaffa a fost cel mai mare centru urban și economic din Palestina, cu o populație predominant arabă. Războiul dintre arabi și evrei din 1948-1949 a dus la părăsirea orașului de marea majoritate a arabilor.
Din 1950 Yaffa a devenit parte a municipiului Tel Aviv-Yafo, împreună cu orașul vecin evreiesc Tel Aviv. 
Populația Yaffei număra în anul 2008 aproximativ 46.500 locuitori, din care 30.000 evrei și 16.000 arabi, dintre aceștia din urmă circa 3/5 fiind musulmani, iar 2/5 creștini. În 2022 numărul locuitorilor a fost de circa 55.100, din care 18.000 arabi.

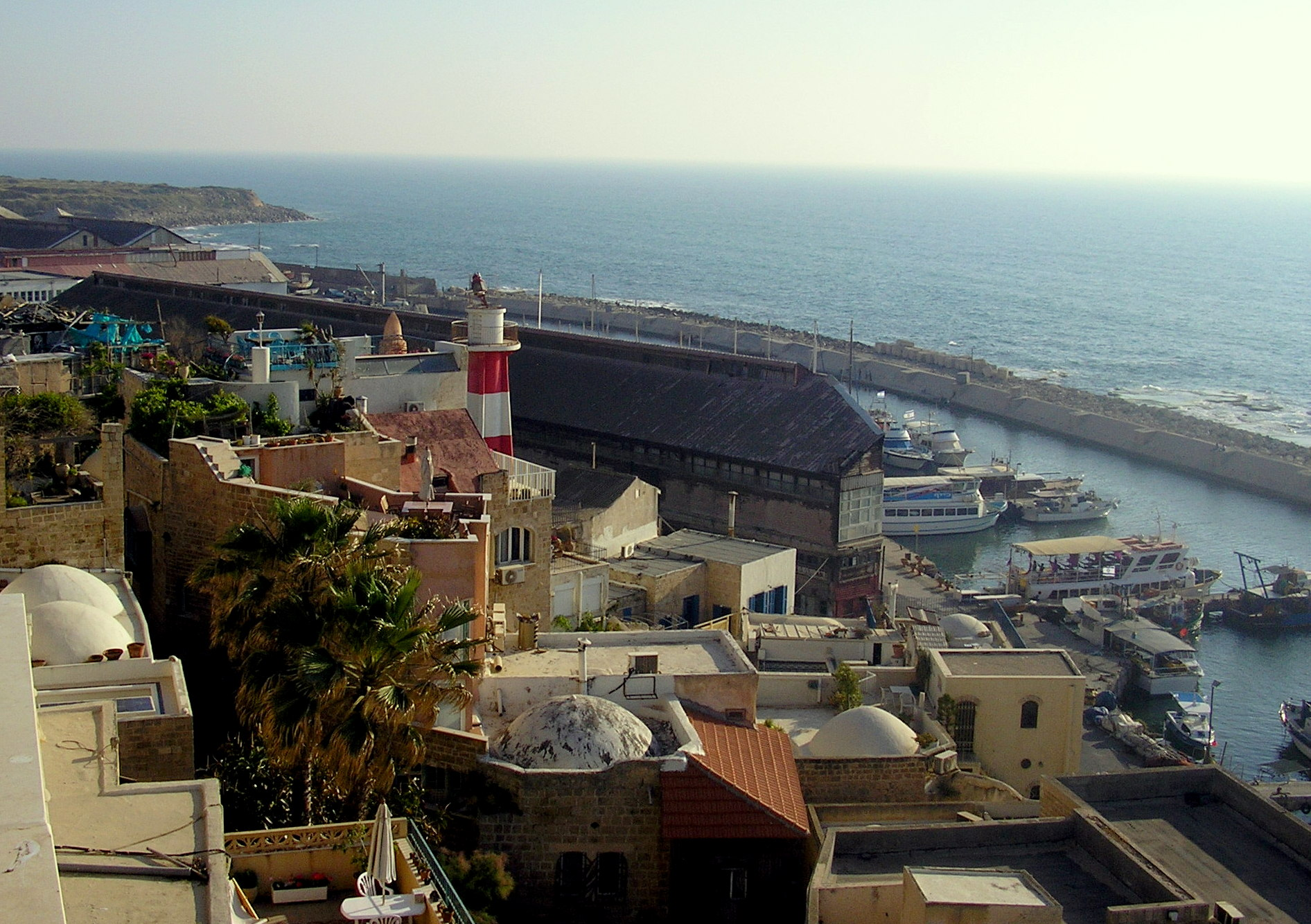
Portul Yaffa

În limba arabă Yaffa este poreclită „Mireasa mării” „Arus al-Bahr”.

## Numele
Numele Yaffa sau Yáffo este legat etimologic de cuvintele ebraice „yóffi” (יופי), în traducere „frumusețe”, și „yaffá” (יפה), în traducere „frumoasă”, iar o legendă evreiască îl leagă de numele unuia din fiii lui Noe, Iafet (în ebraică יפת Yefet), care ar fi întemeiat portul la 40 de ani după Potop. O tradiție elenă târzie relatată de Pliniu cel Bătrân îl asociază cu Jopa, fiica lui Aeolus, zeul vântului. Fenicienii îl numeau Yapey. Este menționat în lista lui Tutmes al III-lea și în papirusuri antice egiptene ca cel cunoscut sub numele de YP. În tăblițele de la Tell al Amarna și în inscripția lui Senaherib apare sub forma Yapu. Geograful arab Al Muqaddasi (sec. al X-lea) îl amintește sub numele Yaffa, folosit de arabi până în zilele noastre.
În Vechiul Testament (Biblia ebraică) (ebr. Tanah) Marea Mediterană este denumită uneori Marea Yaffo (Yam Yaffo), iar în literatura midrashică „Marea Yaffei” (Yamá shel Yaffo)

## Particularități geografice
Localitatea a fost ridicată pe o colină de calcar pe malul Mării Mediterane. În trecutul geologic se presupune ca se afla aici un golf și locul de vărsare în mare al rîului Ayalon. Din motive diverse cursul rîului s-a lovit de obstacole și a fost stăvilit și deviat spre nord până ce a întâlnit în cale rîul Yarkon. În zonă s-a creat un acvifer de coastă înaltă pe care s-a bazat mai târziu economia renumitelor livezi de citrice ale Yaffei.

## Antichitate

### Egipteni, canaaneeni, filisteni si evrei
Așezarea antică propriu zisă e marcată azi de colina Tell Yaffa care se ridică la o înălțime de 40 m și este dominată în prezent de biserica franciscană Sf. Petru.
Portul natural al Yaffei a fost folosit încă din Epoca Bronzului mijlociu. Orașul-port canaanit a cunoscut o lungă dominație egipteneegipteană - până prin anul 800 î.e.n., de asemenea a fost controlată multă vreme de către  filisteni, inclusiv de către  regatul Ashdodului, și a făcut de câteva ori parte, temporar, din regatele ebraice antice - Israelul unit - sub regii Solomon și David, iar mai târziu sub unii din regii Iudeei (Yehuda).
Orașul Yaffa este menționat pentru prima dată de surse egipteană, între care o epistolă egipteană din preajma anului 1470 î.e.n., așa-zisul Papirusul Harris, scris întru lauda faraonului Thutmose al III-lea care cucerise orașul printr-un șiretlic ce aduce aminte de calul troian (circa 200 de luptători egipteni se ascunseseră în niște coșuri dăruite guvernatorului canaanit al cetății).. Localitatea este amintită și în tăblițele de la Tell al Amarna din 1350 î.e.n.
Yaffa este pomenită  în Vechiul Testament în patru ocazii — în Cartea lui Iosua (Yoshua) ca punct de limită al domeniului seminției israelite a lui Dan, ca port unde s-au descărcat  cedrii importați din Fenicia și destinați construcției templului din Ierusalim în secolul 10 î.e.n. și din nou în secolele al V-lea și al IV-lea î.e.n., și ca punct de plecare al profetului Iona în nenorocosul lui voiaj către Tarshish.

### Cuceritori din Mesopotamia și din Persia. Amprenta feniciană și elenă
Jaffa  a cunoscut, odată cu întreaga regiune, invazia asiriană (a regelui Senaherib) (702 î.e.n.), stăpânirea babilonienilor, a perșilor, a fenicienilor din Sidon (al căror rege Eshmunezer a primit-o în dar de la perși și a ridicat aici un templu al  zeului Eshmun), a lui Alexandru cel Mare și a statelor elenistice care i-au urmat - Egiptul ptolemeic și Siria seleucidă.

### Perioada hasmoneeană
Locuitorii Yaffei, eleni sau elenizați, s-au opus revoltei evreilor conduși de Iuda Macabeul (Yehuda Makkabi). Ei au urcat cu forța un mare număr de evrei pe niște corăbii și i-au înecat apoi în largul mării. Yehuda Makkabi i-a pedepsit trecându-i pe localnici prin foc si sabie. Grecii din Yaffa au continuat o să ofere o rezistență acerbă și în anii următori și au putut fi înfrânți abia mai târziu de către Yonatan Makkabi, și încă odată de Shimon Makkabi, astfel încă abia în anul 147 î.e.n. localitatea a putut trece sub controlul regatului evreilor, mai întâi sub dinastia Hasmoneilor (cu o întrerupere în timpul ocupației de către regii seleucizi Antiohos al VII - lea Sidetes si Antiohos al XII - lea Kizikos, fiind apoi recucerit de regele evreu Yohanan Hyrkanos) și după aceea sub cea a Antipatrizilor. În această perioadă Yaffa a fost populată de evrei și a căpătat un caracter evreiesc.

### Dominația romană. Păgâni, evrei, samariteni și creștini la Yaffa
Sub romani, Jaffa a trecut prin mai multe mâini.
În anul 63 î.e.n., Gnaeus Publius Pompeius, cucerind Iudeea, a separat administrativ orașul, pe atunci chemat Joppe, de restul țării. Julius Caesar l-a redăruit însă regelui evreu Hyrkanos al doilea. Marcus Antonius l-a oferit la rândul său iubitei lui, reginei Egiptului, Cleopatra a VII - a , dar ulterior Irod cel Mare l-a redobândit de la Octavianus.
La începutul Războiului iudeilor, în anul 66 e.n. orașul a fost pustiit de soldații romani ai lui Cestius Gallus, iar vreo 8400 de locuitori au fost masacrați, după mărturia lui Josephus Flavius. Și totuși evreii (iudeii) s-au reorganizat și au transformat în scurt timp portul Yaffei într-o bază navală din care porneau pentru a ataca corăbiile romane aflate în drum între Siria și Egipt. În anul 67 e.n., Yaffa a fost cucerită de trupele imperiale romane ale noului comandant 
Flavius Vespasianus după lupte înverșunate. care au fost eternizate în monede romane purtând inscripția festivă "Judea navalis" și " Victoria navalis".
Vespasianus a atacat noaptea, iar o parte din locuitori fugind pe bărci în largul mării , în vreme de furtună, s-au scufundat și înecat. Yaffa a fost, în cele din urmă, anexată definitiv de către Roma sub numele de Flavia Joppe.
În localitate au continuat însă să trăiască și locuitori evrei, amintiți în Talmud, precum și o comunitate creștină. 
Dupa reprimarea ultimei revolte a evreilor conduse de Shimon Bar Kokhba în 135 e.n. s-a extins aria populată de samariteni ,care s-au instalat și în localitățile de pe malul mării, inclusiv la Yaffa.
În Noul Testament, în Faptele Apostolilor, Yaffa este menționată în relatarea despre apostolul Petru (Shimon Kifa) care a reînviat acolo pe văduva evreică Tabitha ("căprioara" in aramaică; Dorcas în greacă; în ebraică - Tzvia?) și care, în timpul șederii în Yaffa la Simeon tăbăcarul (Shim'on Bursi) a avut apoi viziunea egalității în ochii lui Dumnezeu între evrei și celelalte neamuri. O pictură înfățișând acest eveniment poate fi văzută în biserica catolică Sfântul Petru din Yaffa. Mormântul Tabithei se află într-un cartier din estul Yaffei, Abu Kabir, fiind adăpostit de o biserică ortodoxă rusă.
Talmudul - Mishná (Mișna) și Gemará (Ghemara) povestesc despre cărturarii evrei, tannaim și amoraim care au trăit și activat în Yafo: Rav Adda demin Yafo (sau Abba) și fiul său Rabbi Hiya (Hiya brey deRabbi Adda), Rabbi Tanhum d'Yafo, Rabbi Yohanan (Yudan) d'Yafo, Rabbi Nahman d'Yafo. Rabbi Yossi ben Halafta a vizitat localitatea. Cimitirul antic al Yaffei, cercetat în 1876 de către Charles Clermont Ganneau (1846- 1923), cuprinde multe morminte vechi de evrei. Locuitorii evrei erau fie născuți in Țara lui Israel (Palestina), fie proveneau din repatriați din Alexandria , din Cappadocia , din Cyrene, Chios , Thesalia etc. Ei se ocupau cu comerțul de textile si balsamuri, cu țesutul și spălatul vestmintelor și cu pescuitul.
In secolele al III - IV samaritenii deveniseră populația majoritară în zonă. În urma reprimării sângeroase a revoltelor lor de către împărații bizantini, numărul lor s-a micșorat și o mare parte a supraviețuitorilor dintre ei au fost siliți să se convertească la creștinism.
Din cauza atmosferei ostile, inclusiv a unor agresiuni din partea unora din locuitorii eleni creștini, și evreii au fost până la urmă nevoiți să părăsească orașul în veacul al V-lea.

## Evul Mediu

### Bizanțul
În Jaffa există până în zilele noastre o veche comunitate creștină, de diferite rituri. După reprimarea samaritenilor de către împărații bizantini bizantini, ea devenise majoritară. Crestinii erau atunci de limbă elenă și aramaică, și au devenit în mare parte arabofoni după venirea arabilor în secolul al VII-lea. Astăzi aceste comunități sunt foarte mult micșorate, ca întreaga populație creștină arabă din Palestina,în urma consecințelor războiului israelo-arab din 1948 - 1949 și prin emigrații suplimentare ulterioare.
Sub stăpânirea bizantină Yaffa a făcut parte din provincia Palaestina Prima, pomenită fiind ca port însemnat de către Chiril de Alexandria. 
Din secolul al V-lea e.n., a fost numit și la Yaffa un episcop .
Doi din episcopii care au funcționat la Yaffa , Fidus (431 i.e.n.) și Elias (536 î.e.n.) au participat la conciliile bisericii.

### Califatele arabe
Arabii conduși de Amr ibn al-As, din comandanții vestiți ai califului Omar, cuceresc mica urbe, sub steagul Islamului, în anul 636.
Noul oraș Ramla devine noua capitală a districtului Jund Falastin, ce înlocuise provincia romană și bizantină Palaestina Prima și face de acum parte din provincia Siria (Sham) cu centrul la Damasc. Ramla, situată mai spre centru, se folosește de serviciile portului Yaffa. Cu timpul , populația Yaffei se arabizează și localitatea devine un oraș arab, ajungând în cele din urmă, sub stăpânirea turcă și britanică în secolul al XX-lea, cel mai mare centru urban arab din Palestina, mai mare din punct de vedere a numărului populației decât Ierusalimul și Gaza.
Sub noua cârmuire musulmană (califatele omeyad , abbasid și fatimid), un număr de evrei au putut reveni în localitate și să sălașluiască aici până la venirea cruciaților în secolul al XI-lea. În 1170, în perioada cruciată, în cursul trecerii lui prin Yaffa, călătorul evreu spaniol Beniamin din Tudela (Binyamin Mi'Tudela) a găsit un singur locuitor evreu - de meserie vopsitor.
Yaffa, ca și întreaga regiune a Palestinei și Siriei, cunoaște în anii dominației arabe , și perioade tulburi , ca de pildă luptele Fatimizilor cu secta ismailită a Karmaților (originari din Irak si Bahrein și conduși in acel timp de Hassan al As'am) și cu Hamdanizii (originari din Djazira și Mosul).
În anul 971 Palestina, ocupată de general Jawhar, în slujba califului Al Muizz, trece în mâinile Califatului șiit al Fatimizilor (originari din Maghreb) care, cu excepția anilor de tiranie ai califului Al Hakim, arată în general toleranță față de creștini și evrei.
Primul veac al mileniului al II-lea aduce asupra regiunii și câteva catastrofe naturale: Yaffa suferă de pe urma cutremurelor de pământ din 1016 și din 5 decembrie 1033, acesta din urmă însoțit și de un tsunami.

### Cruciații
Cruciații sub conducerea lui Godefroi de Bouillon au cucerit Yaffa în 1099. În anul următor Pisa, putere navală în acea vreme, care a colaborat la transportul pelerinilor creștini din Europa, a primit de la regele Godefroi drepturi speciale în portul Yaffa. Regele Bauduin I a creat aici Comitatul Yaffei, pe care l-a conferit spre administrare lui Hugues de Puiset. Când, în 1134, Hugues al II-lea de Puiset a fost implicat în relații de adulter cu regina Melisande a Ierusalimului, comitatul a fost divizat, iar Yaffa a fost anexată la domeniile regale. Prinții moștenitori ai Regatului Ierusalimului au început să poarte și titlul de comiți ai Yaffei și Ascalonului.

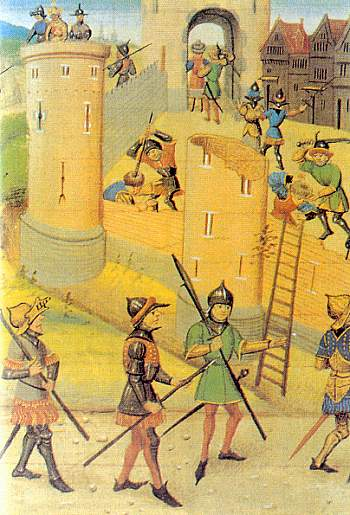
Salah-ad-din asediază Yaffa

Unul din conții de Yaffa, Jean d'Ibelin (Ibelin - astăzi orașul Yavne în Israel) s-a numărat printre autorii renumitului cod Asizele Ierusalimului.
În 10 septembrie 1191, la trei zile după bătălia de la Arsuf, Yaffa se predă lui Richard Inimă de Leu. În ciuda strădaniilor lui Salah ad Din de a reocupa (în absența lui Richard )localitatea la 30 iulie 1192 , orașul recade a doua zi în mâinile cruciaților conduși de însuși regele englez revenit la timp , iar la 2 septembrie 1192 se semnează Tratatul de la Yaffa, care garantează trei ani de armistițiu între cele două tabere - creștină catolică și musulmană.
Ordinul Cavalerilor Teutoni primește in anul 1196 la Yaffo mai multe proprietăți din partea regelui Henri de Champagne.
În 1196, profitând de funeraliile la Akko (Acre) ale "regelui Ierusalimului" Henri de Champagne, sultanul ayubid din Damasc Malik 'Adel Saif ad Din, fratele lui Salah ad Din , recucerește Yaffa , măcelărind acolo 20 000 de cruciați.
Orașul este însă curând recuperat de forțele creștine .
Zidurile lui sunt întărite cu ocazia venirii în Țara Sfântă a doi suverani faimoși. Cel dintâi, în 1228, este împăratul Germaniei și regele Siciliei și Ierusalimului , 
Frederic al II-lea Hohenstaufen. El reușește să semneze la Yaffa la 18 februarie 1229 un tratat de pace avantajos cu sultanul Al Kamil al Egiptului. Mai târziu , în 1250, sosește acolo regele Louis al IX - lea cel Sfânt al Franței, recent eliberat din captivitatea egipteană.

### Mamelucii
În 1268 sultanul (de origine cumană) Taher al Baibars, după victorii strălucite asupra mongolilor și a cruciaților în Palestina , cucerește Yaffa fără luptă și o anexează la Egiptul mameluc. Beibars măcelărește cu această ocazie o mare parte din locuitori și dărâmă casele și zidurile cetății. Lasă în picioare doar două din turnuri pentru uzul forțelor sale. În secolul următor, al XIV - lea, reîncepe Yaffa să slujească drept port pentru pelerinii creștini. dar în toate aspectele, în secolele XIV-XV localitatea cunoaste o decădere. La un moment dat, în anul 1345 este iarăși distrusă, din ordinul sultanului mameluc, de teama de a nu servi drept bază unei noi cruciade . Mărturie sunt însemnările călătorului Cotwyk care găsește Yaffa complet ruinată la sfârșitul secolului al XV-lea, precum și vizitatorul evreu din Italia, Rabbi Meshullam din Volterra în anul 1481.

## Perioada otomană (1516-1918)
După cucerirea Palestinei de către sultanul otoman Selim I în anul 1516, Yaffa mai păstrează o anumită însemnătate în comerțul regiunii și în pelerinajul creștin spre Locurile Sfinte. În veacul al XVII-lea, în 1654 călugării franciscani au înființat aici un han, în apropierea locului unde se află acum mănăstirea
Sf. Petru. Cu timpul, s-au reconstruit unele biserici, s-a ridicat o moschee și s-a deschis și un han armenesc.
La sfârșitul veacului al XVII - lea Yaffa este încă o așezare mică de 400 de case ,lipsită de ziduri exterioare. 
La mijlocul secolului al XVIII-lea guvernatorul Gazei, Hussein ben Radwan inițiază lucrări de refacere a Yaffei și în speranța unor beneficii sporite, creează în localitate condiții mai favorabile și pentru comunitățile creștine și pentru pelerini. În perioada respectivă treceau prin portul Yaffa circa 4000 de pelerini pe an, majoritatea creștini, dar și unii evrei. În 1753 Rabbi Yaacov Donama (Zonana) din Stambul înființează și el, temporar, un han pentru aceștia din urmă. 
Începând din a doua jumătate a secolului al XVIII-lea, Yaffa ajunge să ia locul Ramlei ca centru administrativ al districtului. (Palestina era considerată atunci ca parte din Siria, respectiv din vilayetul Damasc).
Sfârșitul veacului al XVIII-lea fu, în schimb, pentru Yaffa o vreme de răstriște.
In anii 1770 izbucnesc lupte între guvernatorul Galileei, Dahar al Umar al Zaidani și rivalii săi din Damasc , din Liban și din Palestina . În anul 1772 oastea sa ajunge și la porțile Yaffei, pe care o apăra Ahmed Tukan, fratele guvernatorului Nablusului. În ciuda sprijinului primit de la flota rusă, Dahar al Umar nu izbutește să cucerească orașul decât după șapte luni de asediu. 
În 1776, beiul Muhammad Abu Dahab, fost aliat mameluc al lui Dahar și devenit între timp stăpânitorul Egiptului, înaintă dinspre sudul Palestinei și se lovi la Yaffa de o împotrivire înverșunata. După 66 de zile de nereușită comandantul egiptean i-a înșelat pe cei asediați și s-a prefăcut că încheie cu ei un acord . În vreme ce locuitorii sărbătoreau așa zisa "pace" obținută , izbutiră mamelucii lui Abu Dahab să intre în cetate . Urmează un jaf general, cu noi distrugeri de case și culturi agricole și noi măceluri. Abu Dahab dă ordin să fie executați circa 1500 locuitori de sex bărbătesc, iar capetele celor uciși sunt îngropate într-o movilă numită de atunci Tel -ar Rus (Colina capetelor) - loc unde astăzi se află o policlinică .

### Napoleon la Yaffa
Abia refăcută, Yaffa are de îndurat in zilele 3 - 7 martie 1799 asediul și bombardamentul din partea armatei lui 
Napoleon. Mesagerii de pace francezi trimiși cu ultimatumul generalului Bonaparte sunt,se zice, torturați cu cruzime , emasculați și decapitați, iar capetele lor înfipte în pari sunt expuse pe zidurile cetății. În aceste împrejurări orașul nu a mai este cruțat, este cucerit și jefuit, multe femei localnice sunt violate, iar guvernatorul turc Abdallah bey e executat. Bonaparte nu a mai ținut seamă de promisiunea fiului său vitreg Eugène de Beauharnais de a lăsa viața celor ce i s-au predat, și, motivat fiind și de rațiuni economice, a dat ordinul ca o bună parte a celor 6000 de captivi turci,după unele surse circa 2440 ,după altele circa 4100  , în bună parte albanezi, să fie împușcați sau înjunghiați cu baionetele.Câtorva sute de egipteni li s-ar fi permis să plece. Se spune ca la Yaffa Napoleon a tras la mănăstirea armeană Sfântul Nicolae și a mai folosit un punct de observație situat în mănăstirea franciscană Sfântul Petru.. El a sperat în van ca soarta Yaffei să-i intimideze pe apărătorii celorlalte orașe din "Siria - Palestina". Dar din contră, vestea acestor fapte a dus la o rezistență și mai îndârjită împotriva sa. La aceasta aveau să se adauge și circumstanțe potrivnice naturale.

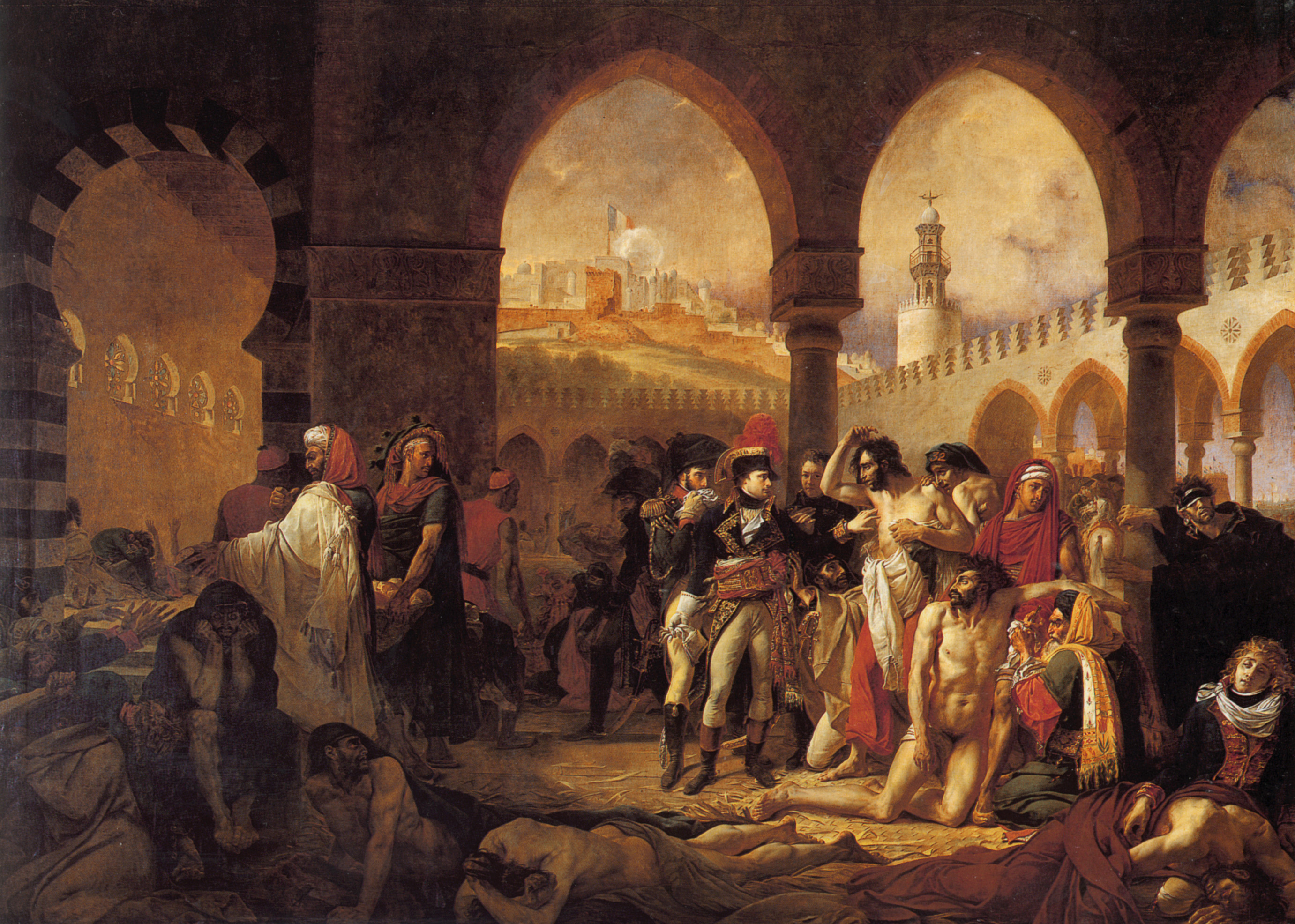
Bonaparte vizitând bolnavii de ciumă la Jaffa, în martie 1799 - pictură de Antoine-Jean Gros, 1804

Se pare că de la cartierul general francez din Ramla, din lipsă de condiții bune de igienă, s-a extins cu ușurință o epidemie de ciumă (pestă bubonică) care a făcut ravagii în rândurile populației, precum și ale soldaților francezi. În preajma retragerii din Siria -Palestina, Napoleon a sugerat medicilor, așa ca și în timpul asediului Acrei, să administreze doze mortale de laudanum (opiu) unora din soldații săi, care se îmbolnăviseră și pe care nu-i putea evacua. Se spune ,însă că medicii, între care renumitul dr René Desgenettes, ar fi refuzat, revoltați, o astfel de misiune. .
După câteva luni, fiind înfrânt de turci în nordul țării, Napoleon părăsește Palestina.
Dupa plecarea lui Napoleon englezii,aliați ai turcilor, și comandați de Sidney Smith reclădesc zidurile cetății.
În anii 1800 - 1804, după un asediu de nouă luni, puterea este preluată la Yaffa de forțele lui Ahmed pașa, guvernatorul (vali) rebel din Akko, de origine bosniacă, acelaș care i-a rezistat cu succes lui Napoleon în nordul țării. Din cauza trecutului său de călău în Egipt , el era cunoscut ca Al Jazzar , adică "Măcelarul".

### Abu Nabut
După o perioadă în care marele vizir otoman îl impune in 1801 pe Muhammad pasha Abu Maraq ca guvernator peste Ierusalim, Yaffa și Ghaza, succesorul lui Ahmed Jazzar la pașalâcul Sidonului și Acrei, Suleyman pasha al Adil, izbutește să-l contracareze pe acesta și să-l așeze ca guvernator (mutasarrif) la Yaffa și la Ghaza pe protejatul său mameluc, Muhammad Agha (n.1770 ) de origine caucaziană (cerkez sau poate georgian).
Între 1807 - 1818, sub acest aprig guvernator,

poreclit Abu Nabut ("Tatăl ciomagului", sau Ciomăgarul) ( probabil din cauza obiceiului de a străbate localitatea cu o bâtă în mână) Yaffa cunoaște o perioadă de reabilitare, în care se reclădește și lărgește marea moschee Mahmudiye (în anul 1812), se zidește de asemenea o fântână rituală pentru caravanele de cămile pe drumul spre Ierusalim - Sabil al Shifa, cunoscut mai târziu ca Sabil Abu Nabut (1816) - se refac zidurile cetății, se amenajează târguri, se ridică o poartă la intrarea din est, se deschid consulate străine. Și evreii încep să revină în localitate, iar în 1820 Seňor Yeshayahu Ajimen, un evreu înstărit din Istanbul, rabin și bancher, , redeschide în Yaffa un han pentru pelerini, o sinagogă și o școală religioasă evreiască - beyt midrash ("Dar al Yahud") . Pe la 1838 se stabilesc aici evrei veniți din Maroc care, neputând în acea vreme să ajungă la destinația lor inițială - orașul cabaliștilor din nord, Safed (Tzfat), rămân la Yaffa și creează un mic cartier în jurul acestui han.
În anul 1818 Yaffa număra în total 6000 de locuitori .
Abu Nabut a obținut în cele din urma titlul de pașă și și-a extins guvernarea și asupra Gazei și chiar a Ierusalimului.

### Ibrahim Pașa. Stăpânirea egipteană
Între 1830-1840 puterea în Palestina, și deci și în Yaffa trece în mâinile lui Ibrahim Pașa, fiul vitreg al viceregelui Egiptului, Muhammad Ali,de origine 
albaneză . Anii ocupației egiptene sunt prielnici pentru localitate. Ibrahim Pașa înființează în port o bază navală egipteană, plantează în jurul orașului livezi de portocali și lămâi, care vor deveni în viitor vestite în lume. Sunt aduși coloniști,felahi arabi egipteni care înființeaza cartierele Sakhanat al Masriye (Manshiya), Sakhanat Abu Kabir și Sakhanat Darwish.
În anul 1837 orașul suferă însă un greu 
cutremur de pământ care distruge o parte din case.
Dupa retragerea administrației egiptene, sub presiunea puterilor europene , și restaurarea administrației centrale otomane, populația Yaffei nu încetează de a crește.
Până în 1840 rabinii sefarzi din Ierusalim nu încurajaseră așezarea de evrei în Yaffo pentru a-i convinge pe toți pelerinii evrei să se așeze în orașul sfânt. În 1840 rabinul șef sefard și haham basha al Ierusalimului, Avraham Haim Gaggin, a numit pentru întâia oară în fruntea evreilor din Yaffa ( 122 ca număr în 1839) un rabin - pe Yehuda Halevi Mi'Ragusa (din Ragusa, Dubrovnikul de azi, 1783 - 1879). Acesta, pe lângă funcția sacerdotală, a fost și primul proprietar evreu al unei livezi de portocali în Yaffa. Sub conducerea lui evreii din oraș beneficiază de deschiderea unei noi sinagogi și școli. De asemenea se înființează un cimitir pentru a-și înmormânta morții, care până atunci trebuiau transportați la Ierusalim.

### Coloniști protestanți. Portocalii din Jaffa
Pe la mijlocul secolului al XIX-lea trăiau la Yaffa circa 5000 de locuitori - ,arabi musulmani, 
creștini de diferite rituri (catolici, greci ortodocși, maroniți,etc) , precum și 400 evrei, marea majoritate a acestora sefarzi (320 în 1872). 
După anul 1840 este reafirmat regimul așa numitelor capitulații prin care puterile europene creștine primesc de la sultanul otoman privilegii comerciale și juridice pentru cetățenii lor veniți în Țara Sfântă. Crește în acest fel influența consulatelor străine și a capilor diverselor biserici în țară, inclusiv la Yaffa, și capătă amploare venirea de pelerini și misionari ,precum și a unor credincioși doritori de a se stabili aici. Capătă avânt și venirea de credincioși creștini protestanți.
Astfel , după eșecul unor coloniști americani sâmbătiști în așezarea Mount of Hope (1853 - 1857) și a misionarilor Bisericii lui Mesia,tot din SUA, in anii 1866 - 1868 ,(vezi la articolul Tel Aviv) ștafeta este preluată de niște misionari britanici și mai ales de către coloniști germani, protestanți din Württemberg, denumiți templieri (Gemeinde des Tempels) (fără vreo legătură cu fostul Ordin catolic al Templierilor). Aceștia au înființat în localitate cartierul Walhalla (cunoscut până azi sub numele "colonia germană" (ebr ."Moshavá Germanit") și apoi in 1871 la nord-est de Yaffa colonia agricolă-industrială Sarona.(vezi Tel Aviv).
Și ei, ca și arabii din Yaffa, și apoi evreii din noua așezare de la nord-est, Petah Tikva au plantat livezi și și-au comercializat portocalele prin portul Yaffa, adesea sub marca "Jaffa Oranges" cunoscută până în ziua de astăzi.
(această marcă fiind utilizată și în continuare pentru portocalele exportate de Palestina mandatară și apoi de Israel). Yaffa a devenit centrul culturii de citrice în Palestina și principalul lor port de export.
În octombrie 1898, în drum spre Ierusalim sosesc la Jaffa însuși kaiserul Wilhelm al II-lea și soția lui , împărăteasa Augusta Victoria, și poposesc la "Hotel du Parc", ce fusese înființat de către un colonist ilustru - baronul Platon Ustinov, un nobil rus convertit la protestantism, bunicul actorului Peter Ustinov.
Evenimentul a fost eternizat pe peliculă de către Frații Lumière.

### Dezvoltarea Yaffei în ultimii ani ai stăpânirii otomane
Dupa o perioadă în care securitatea locuitorilor Palestinei era periclitată de atacuri și jafuri din partea unor triburi de beduini din zonă, începând din anii 1860 autoritățile otomane reușesc să restabilească ordinea și stabilitatea.

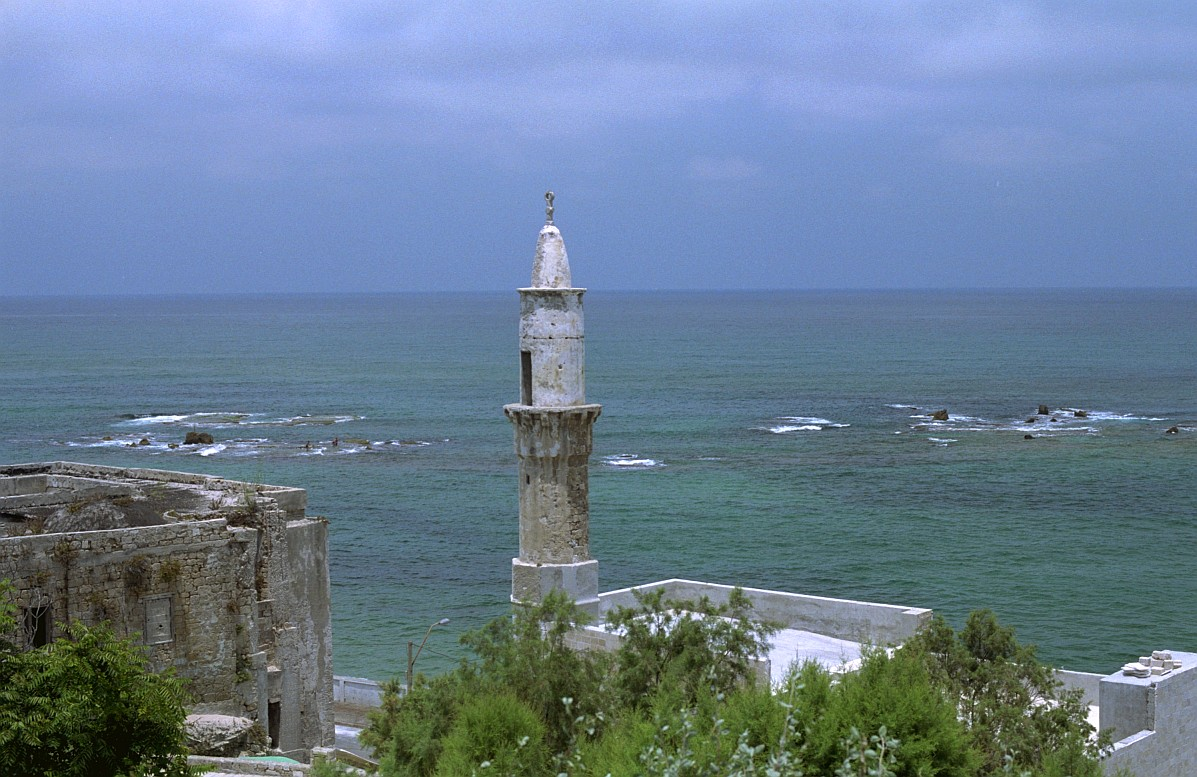
Moschea mării, Jami al Bahr, lângă portul Jaffa, zidită în epoca otomană, sec. XVI-XVII

Dacă în trecut Yaffa era capitala unui sanjak de sine stătător, din anii 1870 ea face parte din sandjakul Kuds (Ierusalim), parte a vilayetului (provinciei) Siria (Sham) cu capitala la Damasc. Din 1887 sandjakul acesta devine un sub-guvernatorat (mutasarriflik) independent de Damasc și dirijat direct de la Istanbul.
Între anii 1868-1879 numărul locuitorilor Yaffei crește într-atâta ( 17,000 în 1887 ) încât este nevoie să se dărâme ziduri ale cetății pentru a-i cuprinde <.S-a amenajat atunci, în anii 1879-1888 o stradă principală, actuala stradă Yefet..
In 1890 între cei 16,000 locuitori ai Yaffei, pe lângă majoritatea arabă, se numărau 2,700 evrei dintre care 1,100 evrei sefarzi si 1600 evrei așkenazi. În oraș se aflau trei hoteluri,precum și consulatele a zece state străine. Pe marginile localității se întindeau 300 livezi de portocali și lămâi. În acel an au trecut prin portul Yaffa 399 vapoare și 554 corăbii cu pânză.
În 1882 ia ființă școala catolică a Congregației Fraților școlilor creștine din Franța ,cunoscută ca École des Frères , mai târziu numită Colegiul St Joseph, care va avea un rol important în promovarea unui invățământ de calitate, în limba franceză.
În anii 1870 se deschide și spitalul francez .Acestuia i se vor mai adăuga apoi și un spital guvernamental, precum și spitale ale altor comunități etnice si religioase din oraș.
In 1900 cu prilejul unui sfert de veac de domnie sultanul 
Abdul-Hamid al II-lea ridică la Jaffa (la fel ca și la Ierusalim și in alte câteva orașe din imperiu) un turn cu orologiu, inaugurat in 1906, care devine unul din semnele marcante ale localității.

### Calea ferată Yaffa-Ierusalim
După ce, începând din 1869 Yaffa a fost legată de Ierusalim printr-un drum pavat , care a fost imediat parcurs, între altele, de trăsura personală a împăratului Austro-Ungariei, Franz Josef I, venit în pelerinaj după inaugurarea Canalului Suez, un progres însemnat s-a marcat apoi în 1892 prin inaugurarea primei căi ferate din Palestina, care a unit tot aceste două orașe. 
In cursul secolului al 19-lea ,Konrad Schick și Sir Moses Montefiore s-au numărat printre cei care au propus sau au încercat să co-intereseze autoritățile otomane și puterile europene în construirea unei căi ferate în Palestina, în special între portul Yaffa și Ierusalim. 
Proiectul a căpătat substanță până la urmă datorită inițiativei 
întreprinzătorului evreu Yossef Navon(1858 - 1934) din Ierusalim, care,asociat cu bancherul de origine elvețiană Johannes Frutiger,la care lucrase, și cu inginerul arab Georges Franjieh, a făcut vreme de trei ani de zile demersuri pe lângă Înalta Poartă până ce la 28 octombrie 1888 a obținut autorizația sultanului turc pentru proiect. După un an, Yossef Navon a vândut drepturile unei societăți franceze, păstrând o parte din acțiuni și făcând parte din comitetul director. La inițiativa lui s-au asociat și alți oameni de afaceri din Europa de vest ; de asemenea proiectul a beneficiat de donațiile a numeroși clerici creștini din Țara Sfântă, iar execuția lucrărilor s-a făcut de către o companie franceză de lucrări publice (La Compagnie de Travaux Publics et Construction de Paris).
Lucrările au durat doi ani , între 1890 - 1892 și au fost încheiate în august 1892. Inaugurarea festivă a avut loc la 26 septembrie 1892 în prezența reprezentantului oficial al sultanului . Locomotiva primului tren fu împodobită cu steagurile Imperiului Otoman.
Traseul căii ferate , cu o lungime de 87 km și având 1 m lărgime, se îndrepta din gara Yaffa spre sud-est, parcurgea gările Lod (Lydda) și Ramla , apoi șerpuia de-a lungul pârâului Wadi a-Srar (în ebraică Nahal Sorek ) pe lângă satele arabe Sejed, Dir-Abban (mai târziu Artuf, și azi Beyt Shemesh ) Dir-a-Shekh (azi Bar Giora), iar apoi urca prin Munții Ierusalimului pe vechiul "Drum al asinilor" , pe lângă 
pârâul Nahal Refaiym, și se încheia în Valea (Emek) Refayim ,în gara Ierusalim. 
Era ,cu excepția unui scurt traseu de cale ferată din Persia , prima cale ferată din Orientul Apropiat. În schimb, deși mai comod decât cu alte mijloace de locomoție, voiajul cu trenul dura din nefericire nu două ore cât fusese prevăzut inițial , ci 4 ore, tot atâta cât cu trăsura. 
Dezvoltarea urbei și îmbunătățirea securității locuitorilor a dus la înființarea unor noi cartiere arabe în afara zidurilor - ca de exemplu Al Ajjami , Jebalya , și Manshiye .
Comerțul si industria au cunoscut și ele o perioadă de înflorire :s-au înmulțit atelierele și fabricile, ca de exemplu cele de țigări, de ciment , de țigle, de prelucrarea pieilor și a bumbacului , turnătorii etc

### Începuturile naționalismului arab
În această vreme, odată cu slăbirea puterii Imperiului Otoman, reformele Junilor Turci și cu creșterea imigrației evreiești, a început să se facă resimțit și avântul unui patriotism arab local ori al unui proto-naționalism palestinian.

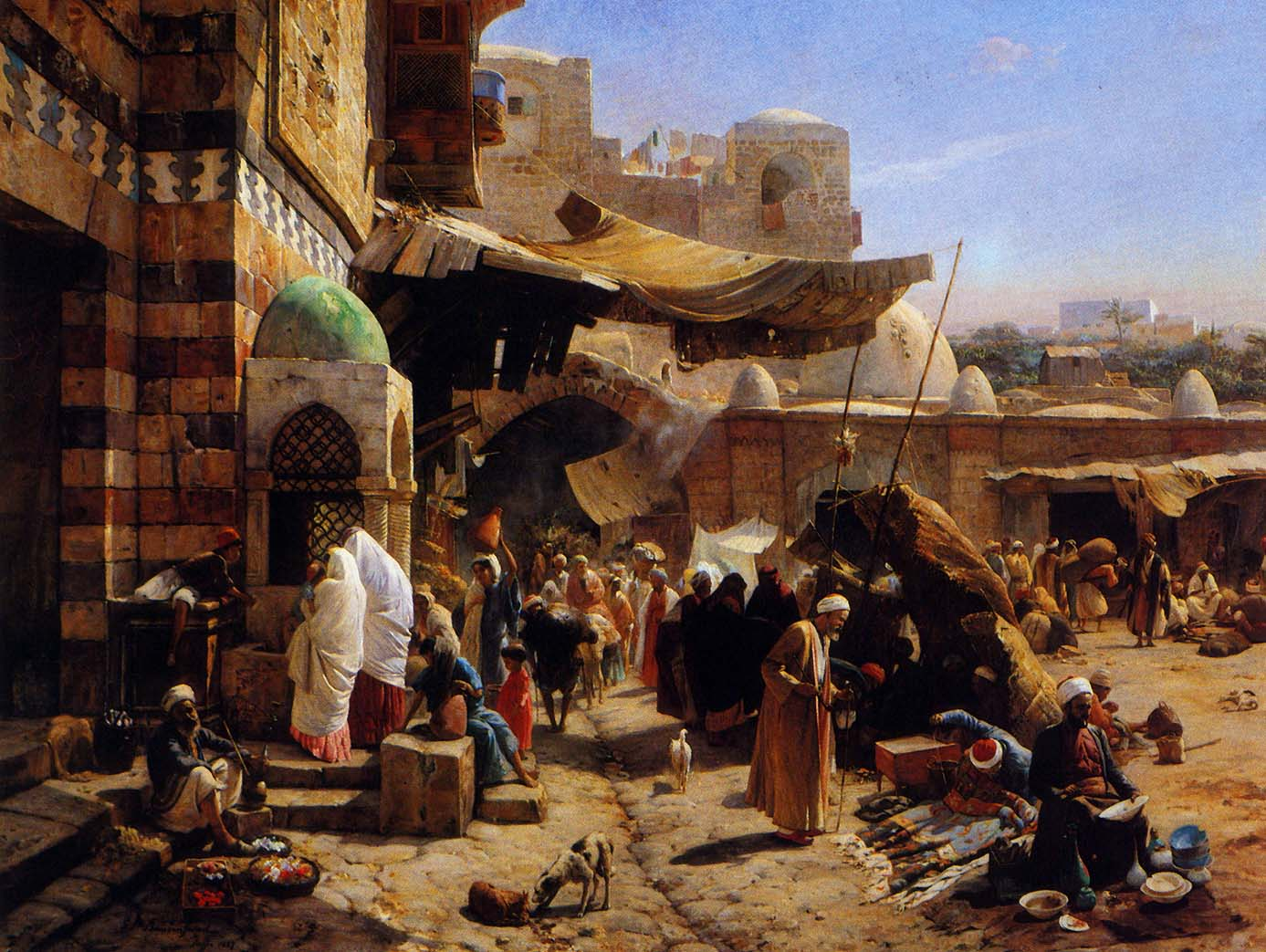
Târg la Jaffa, pictură de Gustav Bauernfeind,1877

Pionierii acestei mișcări s-au aflat nu o dată în rândurile creștinilor arabi sau arabofoni, mai instruiți decât musulmanii, și având o istorie religioasă și culturală mai îndelungată decât aceștia în țară. 
În anul 1911 doi veri, arabi creștini de rit grec-ortodox ,'Isa Da'ud al-'Isa (1878-1950) și Yusuf al 'Isa încep să editeze la Yaffa cotidianul naționalist arab "Filastin" ("Palestina") care va juca un rol de frunte în cristalizarea identății locale arabe - palestiniene. În acelaș an se formează la Yaffa un așa - numit "Partid Patriotic Otoman" militând împotriva vânzării de pământuri evreilor.
Reprezentanți ai arabilor din Yaffa , ca deputatul din Parlamentul otoman, Hafez Bey al Sa'id, cer interzicerea imigrației evreilor. 
În noiembrie 1918 notabili arabi din Yaffa, cu o pondere importantă a celor creștini, înființează o "Asociație 
islamo - creștină " destinată de asemenea promovării autonomiei arabe și rezistenței față de proiectul sionist
Doi evrei din Yaffa, Nissim si Shimon Moyal încearcă sa prezinte un punct de vedere evreiesc în limba arabă editând și ei în 1913 o gazetă numită "Vocea Otomană".(Sawt al Uthmaniye).

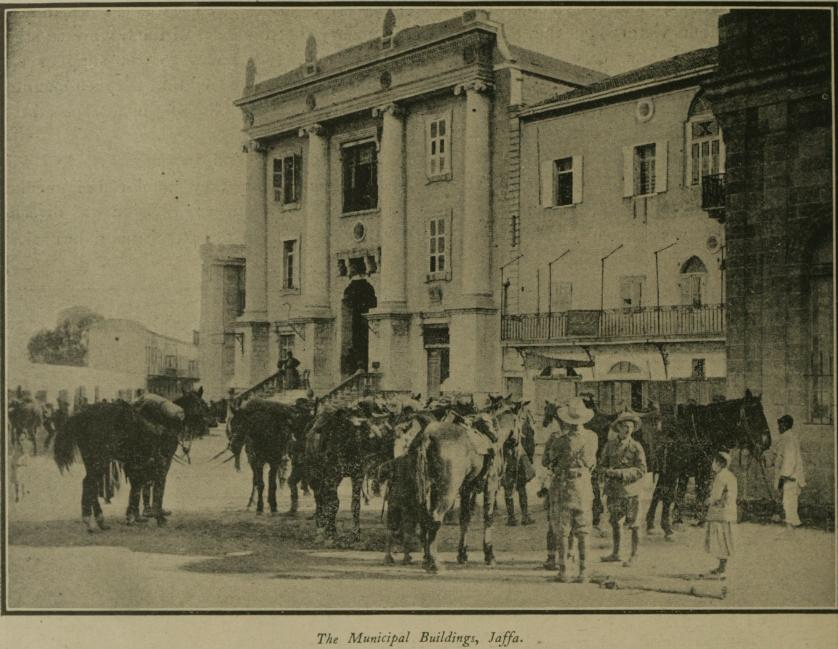
Seraiul - clădirea municipalităţii din Yaffa şi soldaţi neo-zeelandezi.1917

### Evreii în Yaffa otomană. Yaffa - centru al mișcării sioniste în Palestina

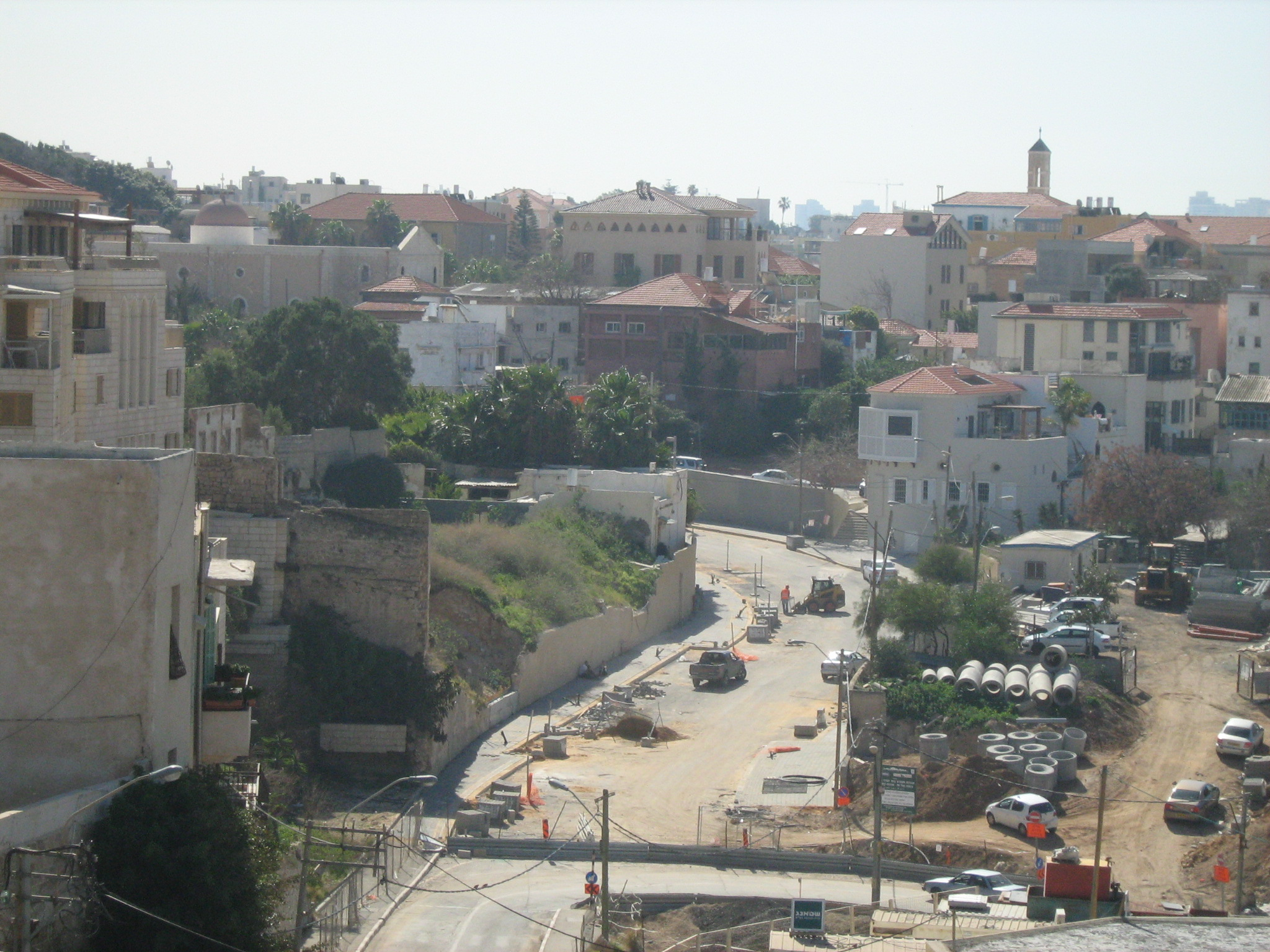
Vechiul cimitir evreiesc din Jaffa 1840-1920,în stânga, şi cartierul Adjami

La mijlocul secolului al XIX-lea, conducătorii evrei din Diaspora
s-au arătat preocupați de starea lamentabilă din punct de vedere economic și al educației a evreilor din Palestina, care, mulți se ocupau încă numai cu studiul cărților sfinte și erau întreținuți din donații de la comunitățile mai prospere din lume.
Filantropul evreu din Anglia, Sir Moses Montefiore, a vizitat Yaffa în mai multe rânduri ,iar în anul 1855 a cumpărat aici o livadă de portocali pentru a furniza locuri de muncă evreilor locali,dar experiența a eșuat. În zona respectivă a luat ființă mai târziu un cartier al Tel Avivului , numit Montefiore.
În 1869 organizația filantropică Alianța Israelită Universală cu sediul la Paris, prin delegatul ei,
Charles Netter, reușește să înființeze la est de Yaffa, astăzi situată în zona de jurisdicție a orașului vecin Holon, o școală agricolă evreiască numită Mikve Israel.
La sfârșitul veacului al XIX –lea, sub impulsul mișcării pre-sioniste sau a așa - numitului "sionism practic' (orientat pe crearea de așezări agricole), Hovevey Tzion sau Hibat Tzion 
(Iubirea Sionului), având centrul în răsăritul Europei - în România și în Imperiul Rus (mai ales Ucraina și Polonia) și care a precedat cu câțiva ani Organizația Sionistă s-a intensificat mișcarea de emigrație evreiască spre Palestina . Yaffa, pentru evrei Yaffo, a devenit centrul acestei mișcări de colonizare ,în localitate luând ființă numeroase instituții evreiești ca oficiul mișcării Hovevey Tzion , Gimnaziul ebraic "Herzliya" (1905) și alte școli, seminarul de învățătoare E. Lewinsky , spitalul "Shaar Tzion" al organizației Bney Brit (1890) etc. În iulie 1882 au debarcat la Yaffa primii imigranți din organizația pre-sionistă "BILU" din răsăritul Europei - a început așa numita "prima aliya" (val de imigrație spre Palestina ) prin portul Yaffa.
In 1885 renumitul neguțător de ceai din Rusia , Kalonymus Wissotzki a sosit in vizită din partea mișcării Hovevey Tzion și a întemeiat oficiul acesteia la Yaffo sub conducerea comerciantului local Avraham Moyal,iar mai apoi a lui Shmuel Hirsch,directorul școlii Mikve Israel. În anii 1890 - 1891 A activat în oraș așa numitul "Comitet Odesit" tot din partea Hovevey Tzion condus de Vladimir Zeev Tiomkin ( 1861 - 1927) care s-a ocupat, cu cumpărarea de pământuri pentru imigranți evrei. 
În acelaș timp ,în anul 1881 s-au stabilit în nordul orașului imigranți evrei din Yemen care au pus primele temelii ale viitorului cartier Kerem Hateymanim (ebr.Podgoria yemeniților), creat oficial în 1904 și care face azi parte din Tel Aviv. 
In 1884 Shimon Rokakh, dintr-o familie evreiască din Ierusalim, s-a așezat la Yaffa și a devenit conducătorul comunității evreilor locali. El a organizat o asociație de asistență socială, numită Bney Tzion, pentru nevoiașii obștii, de asemenea asociația (agudat) Ezrat Israel destinată ajutorării evreilor pelerini ori imigranți debarcați în port. Aceasta asociație a înființat primul spital evreiesc din localitate și prima bibliotecă 
„Shaar Tzion” (Poarta Sionului), care a devenit dupa mulți ani, într-o altă locație, biblioteca municipală a orașului Tel Aviv. 
În anul 1887, din inițiativa lui Shimon Rokakh și a omului de afaceri originar din Algeria, Aharon Shlush (Chelouche), care cumpărase terenul necesar, a luat ființă în nordul Yaffei cartierul evreiesc Nevé Tzedek (ebr.Lăcașul dreptății), iar în 1890 cartierul Nevé Shalom (ebr.Lăcașul păcii), azi inclus în Nevé Tzedek. S-au înființat în acești ani încă opt mici cartiere evreiești în interiorul Yaffei și în imediata ei vecinătate. 
În acelaș an s-au unit temporar evreii sefarzi și cei ashkenazi din Yaffo într- o comunitate unită. La 
26 iulie 1903 s-a înființat filiala Bancii Anglo - Palestine , prima bancă evreiască din Palestina (actualmente banca israeliană numită Bank Leumi) care din 1921 s-a mutat la Tel Aviv.
În anul 1898 a trecut prin oraș fondatorul sionismului politic, dr Theodor Herzl, cunoscut in ebraică ca Binyamin Zeev Herzl. El s-a grăbit să ajungă, însă, la Ierusalim , unde a fost cazat în "Hanul Kaminitz". 
De la 1000 persoane în 1882, numărul evreilor în Yaffa a crescut in 1895 la 3000 (dintr-un numar total de 18,000 locuitori), apoi la 5000 în 1905. 
Intre anii 1904 - 1921 rabinul
Avraham Itzhak Hacohen Kook (Kuk), una din cele mai marcante figuri ale iudaismului ortodox în secolul al XX-lea , a deținut functia de șef rabin al evreilor din Yaffa. 
În 1908 populația orașului atinge circa 40 000 locuitori din care 8000 evrei.
Începând din 1908 Yaffo devine sediul activității dr.Arthur Ruppin, delegat al Agenției Evreiești , însărcinată cu organizarea emigrației evreiești spre Palestina. El deschide aici așa numitul Oficiu Palestinian și biroul "Companiei pentru dezvoltarea Palestinei".
In martie 1908 au loc la Yaffa incidente între arabi și evrei,în urma cărora, la intervenția unor consuli occidentali , între care cel german, sultanul l-a revocat pe kaimakamul Yaffei , Muhammad Assaf bey, acuzat de a fi prea tolerant față de violența unora din cetățenii și oamenii de ordine musulmani. Consulul Rusiei ținuse în schimb partea taberei ostile evreilor. În toamnă se produc și violente manifestații arabe contra
Austro-Ungariei, în semn de solidaritate cu musulmanii din Bosnia, care atunci fusese anexată oficial de acest stat.
În 1909 mai mulți evrei din Yaffo decid să întemeieze în nordul localității un nou cartier numit la început Ahuzat Bait , și care va primi după un an numele de Tel Aviv.

### Yaffa în timpul Primului Război Mondial
Primul război mondial opune Imperiul Otoman , aliat cu Puterile Centrale , coaliției Antantei .
La izbucnirea războiului orașul avea deja 45,000 locuitori din care aproape ca 8000 evrei. In Tel Aviv locuiesc o mie de evrei.
În Yaffa sunt încartiruiți un număr de ofițeri otomani ,între care Mustafa Kemal, care în viitor va fi cunoscut ca fondatorul Turciei moderne , Atatürk.
În septembrie 1914 este abolit regimul capitulațiilor și consulii din Yaffa își pierd puterile extra- teritoriale. Mulți evrei , având cetățenii străine, se trezesc fără drepturi și considerați supuși ai unor puteri dușmane.
La 17 decembrie 1914 guvernatorul Yaffei,Baha ed Din , de origine arab beduin, ia ,din ordinul lui Jamal Pașa măsuri de deportare brutală și imediată a bărbaților evrei cu cetățenie rusă. În cele din urmă deportările sunt oprite de guvernul turc la intervenția Germaniei și SUA . Se permite în mod oficial evreilor supuși străini care vor să rămână să opteze pentru cetățenia otomană , în schimbul unei taxe. Până la urmă, însă, din cauza lentorii mecanismelor birocratice doar puțini din cei înscriși sunt "otomanizați".
Baha ed Din este înlocuit și trimis in altă misiune în Siria. În continuare orașul este guvernat de Hassan Bek Al Basri Al Jabi, originar din Siria. Moscheea pe care a 
ridicat-o în 1916 , cu minaretul ei impozant (astăzi aproape de două ori mai înalt), poate fi văzută și astăzi lângă litoralul Tel Avivului. 
La 28 martie 1917 caimacamul din Jaffa comunica reprezentanților locuitorilor Jaffei și Tel Avivului, evrei și arabi, ordinul de evacuare al tuturor locuitorilor. Pretextul era apărarea securității lor de primejdia unor bombardamente britanice de pe mare.În mod neoficial s-a afirmat ca evreii ar putea să trădeze puterea otomană și să ajute dușmanul să pătrunda în Palestina de pe mare. 
Cei 9000 de evrei din Yaffa și Tel Aviv, priviți cu neîncredere de autoritățile turcești sunt, până la urmă, deportați în aprilie 1917 , o parte în alte zone ale Palestinei ,mai ales în Galileea, sau în Egipt. Autoritățile turcești operează în acelaș timp arestări și deportări în masă și în rândurile populației arabe majoritare din oraș, care era deja ahtiată de a se elibera de sub tutela turcă. Spre deosebire de evrei, care fuseseră îndepărtați cu totul, locuitorilor arabi, mult mai numeroși, li se permite să staționeze în apropierea orașului. Astfel în anii 1917 - 1918 localitatea a fost golită de majoritatea locuitorilor .(Britanicii vor permite în cele din urmă întoarcerea celor surghiuniți). 
16 noiembrie 1917 - intrarea trupelor generalului
Edmund Allenby în oraș - marchează începutul ocupației britanice în Yaffa, și din anul 1922 începe oficial așa numitul regim al mandatului primit de Marea Britanie din partea Ligii Națiunilor în scopul de a permite crearea unui cămin național evreiesc în Palestina.

## Perioada mandatului britanic

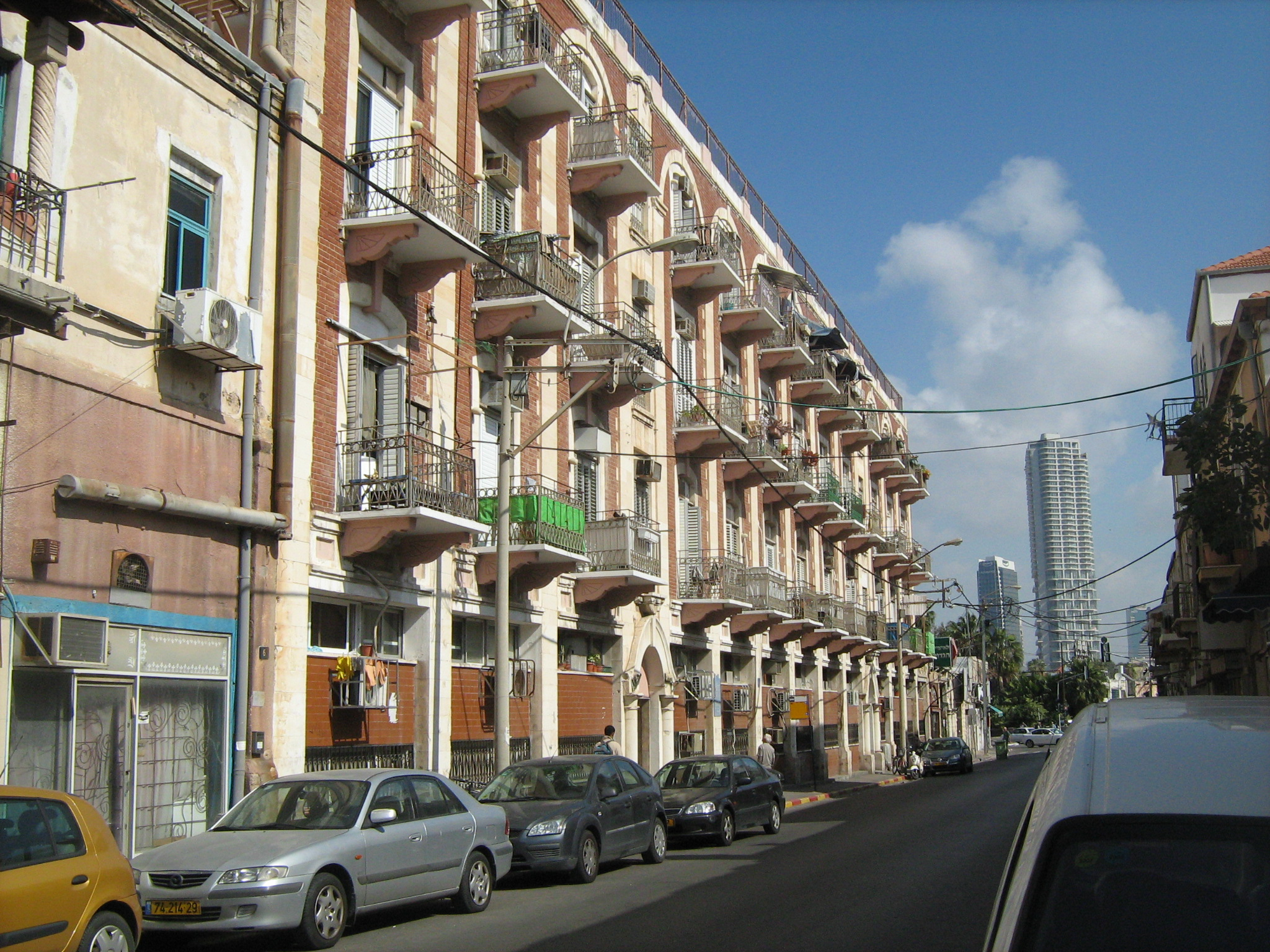
Casa Sursuk, pe actuala stradă Raziel nr.6

La începutul dominației britanice , după reîntoarcerea miilor de surghiuniți de către turci, orașul are o populație de 32 500 de locuitori, din care 5000 evrei.
Localitatea continuă să se extindă spre est, se dezvoltă de pildă noi cartiere, între care Al Nuzha, dominat de bulevardul King George,
(fost Jamal Pasha, astăzi Sderot Yerushalayim), cu o viață comercială intensă și moscheea Al Nuzha.
Se deschid noi instituții - de pildă , în anii 1930 ia ființă spitalul Dajani cu 50 de paturi , în 1937 cinematograful Al Hamra 
(Alhambra) iar in anii 1940-1941 școala sponsorizată de comerciantul Hassan Arafe în cartierul Adjami.
Viața politică arabă în Yaffa este marcată de conflictele între fracțiunea care îl sprijină pe muftiul Hajj Amin Al Huseini și familia lui și alte fracțiuni și clanuri , și care duc până la urmă la dezmembrarea Asociației musulmano -creștine din oraș.

### Tulburările arabe din Yaffa din 1 - 7 mai 1921
Anul 1921 este martor al unor tulburări în rândul populației arabe, ațâțată contra evreilor și speriată de perspectiva creării unei entități statale evreiești peste capul ei sau în vecinătatea ei.
În 1918 Asociația musulmano - creștină din Yaffa a prezentat o petiție autorităților britanice împotriva sprijinului dat de Regatul Unit proiectului sionist . Cu alte ocazii , Asociația s-a exprimat în declarațiile ei în sensul că nu era de ales decât între două alternative: ori aruncarea „sioniștilor” în mare ori impingerea arabilor de către aceștia în deșert. În februarie
1919 s-a format la Yaffa o organizație subterană arabă 
"Mâna neagră" a cărei țel era "uciderea șarpelui sionist" cât timp este in fașă .La începutul anului 1920,în acelaș timp cu arabii din alte zone , și arabii din Yaffa au demonstrat cerând alipirea Palestinei, zisă și Siria de Sud , la noul regatul arab efemer instalat la Damasc de către 
Feissal ibn Hussein.
Dupa vizita în Palestina în aprilie 1921 a ministrului coloniilor al Marii Britanii , Sir Winston Churchill ,care a respins cererea notabilităților arabe de a interzice imigrația evreiască în Palestina și de a renunța la întemeierea Căminului Național evreiesc prevăzută de Declarația Balfour din 2 11 1917 , la data de 1 mai 1921 o mulțime arabă din Yaffo, întărită de polițiști arabi, înarmați cu arme de foc, a pornit un val de atacuri și jafuri contra locuitorilor evrei din localitate și din cartierele limitrofe Neve Shalom , Neve Tzedek , din cartierul mixt Manshiye , precum și împotriva locatarilor Casei Imigranților de pe strada Ghaza (astăzi strada Yefet) în cartierul Ajjami, unde au fost masacrați de către răsculați 13 evrei iar 26 au fost răniți.
De asemenea au mai fost uciși 6 evrei într-o livadă de portocali din cartierul Abu Kabir. Între victime s-au aflat scriitorul ebraic Yossef Haiym Brenner și câțiva prieteni ai săi.
Pretextul măcelului fusese două demonstrații de 1 mai - cea a unor evrei comuniști și cea a unor evrei socialiști , și ciocnirea dintre cele doua groupuri de manifestanți la periferia Yaffei. Incidentul a fost interpretat de agiatorii arabi drept o amenintare a necredincioșilor și a bolșevicilor 
asupra ordinii și a moravurilor arabe.

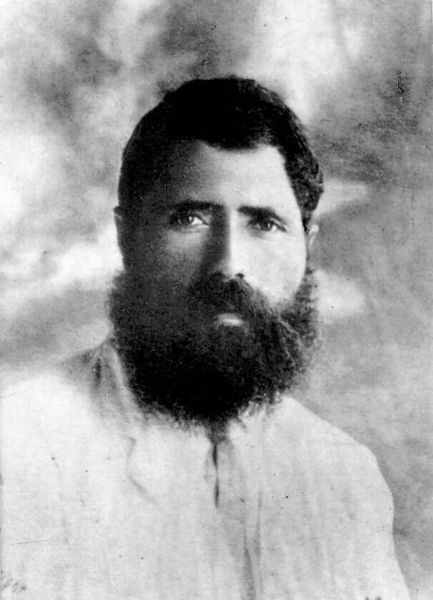
Iosef Haim Brenner, scriitor ebraic, umanist, a căzut victimă tulburărilor de la Jaffa din 1921

După izbucnirea pogromului antievreiesc cunoscut în istoriografia israeliană ca „evenimentele din anul 5681” 
(Meoraot TARPA), poliția engleză a intervenit cu întârziere de câteva zile ; s-a reușit în schimb împiedicarea înaintării atacatorilor arabi spre Tel Aviv. Tulburările arabe de la Yaffa s-au extins și împotriva așezărilor evreiești din Petah Tikva , Hadera, Rehovot 
și au încordat relațiile inter comunitare și din alte locuri (Hebron, Ierusalim, Nablus,etc) . În urma lor , imigrația evreiască în Palestina a fost limitată temporar ,prin decizia înaltului comisar britanic .
În urma acestor evenimente mii de locuitori evrei din Yaffa au fugit la Tel Aviv. Șef rabinul Kook și-a mutat și el sediul la Ierusalim
Orașul Tel Aviv a obținut autonomie administrativă față de primăria Yaffei dar a rămas din punct de vedere economic dependent încă de orașul vecin (locuri de muncă , surse de aprovizionare etc)
În 1925 s-a întrunit la Yaffa cel de-al Șaselea Congres Național arab palestinian.
În 1929 la 25 august circa două mii de arabi din Yaffa au încercat să atace Tel Avivul dar s-au lovit de riposta poliției britanice și a unor membri ai Hagana , organizație de apărare a evreilor. 
În anii 1929 și 1936 – 1939 au loc noi revolte arabe în timpul cărora viața evreilor s-a aflat în pericol.

### Revolta arabă (Al Thawra sau Intifada) din 1936 - 1939, Prima fază
În anii 1930 în fața avântului luat de sectorul evreiesc în Palestina , crește amploarea mișcării naționaliste arabe conduse în primul rând de reprezentanți ai familiei Husseini din Ierusalim. Figuri importante în viața orașului sunt în această perioadă Asim bey al Said, primar al orașului, Omar al Baytar, președinte al Asociației islamo-creștine, Issa Daud al Issa, precum și dr Fuad Dadjani, Adele Azar și Hassan Arafe, activi în 
inițiative de interes obștesc. 
În ianuarie 1932 are loc la Yaffa Congresul Național al Tineretului Arab care adoptă platforma panarabă inspirată de cea a partidului Istiklal (Partidul Independenței). Membri ai acestuia patrulează pe țărmurile orașului pentru a împiedica imigrația evreiască ilegală și a-i sili pe comercianți să participe la grevele politice. La 20 martie 1933 se reunesc la Yaffa 500 de notabili arabi de la orașe și sate pentru a condamna regimul mandatar britanic care permitea imigrația evreilor și pe de altă parte, pentru a-i înfiera pe conaționalii care vând terenuri evreilor.
La 27 octombrie 1933 o demonstrație de masă, neautorizată, a arabilor palestineni este reprimată de autoritățile mandatare. În ciocnirile violente care au loc 12 dintre demonstranți și un polițist britanic sunt uciși. Rănit grav, liderul naționalist 
Musa Khazim pașa al Husseini, în vârstă de 83 ani, moare dupa cinci luni,în martie 1934. 
În aprilie 1936, încurajați între altele de eșecul politicii Marii Britanii și Franței de a stăvili eforturile de reînarmare ale Germaniei și expansionismul Italiei, naționaliștii arabi declanșează o revoltă care cuprinde întreaga Palestină , inclusiv Yaffa.

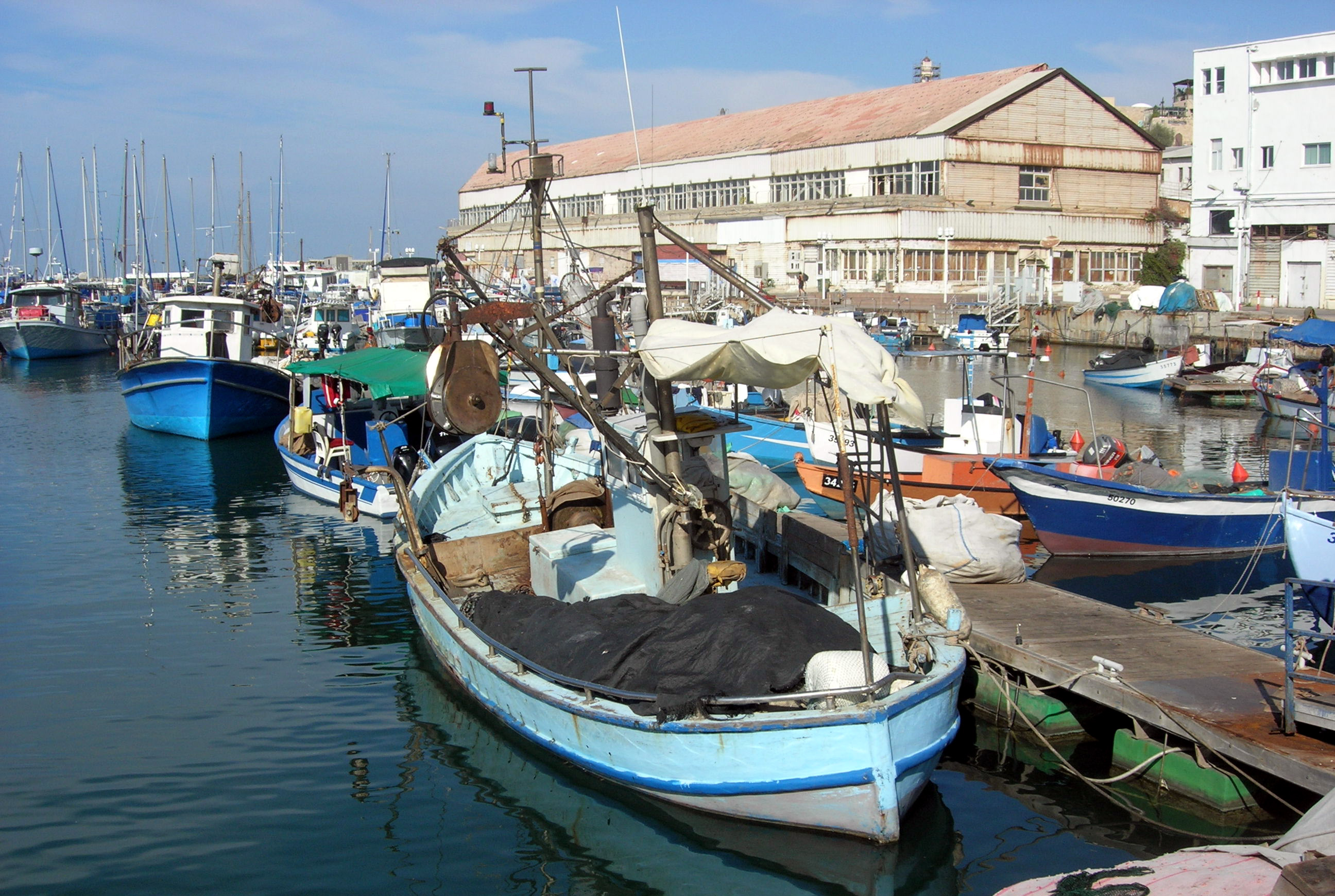
Portul Jaffa astăzi

Arabii declară greva generală și închid portul Yaffa vreme de 175 zile, între aprilie - octombrie 1936 .
În zilele de 19 - 23 aprilie au loc tulburări violente împotriva evreilor și proprietăților lor în Yaffa. O masă de țărani și lucrători originari din regiunea Hauran din Siria, ațâțați de zvonuri alarmiste, omoară în Yaffa 9 evrei și rănesc alți 60. Mii de evrei din localitate fug la Tel Aviv. Numeroase magazine și oficii ale unor evrei sau britanici se transferă din Yaffa. Au loc și represalii antiarabe din partea unor evrei individuali dar și din partea organizațiilor subterane - Hagana și grupul disident Irgun B (IZL). La 7 august 1936 două surori de caritate evreice de la spitalul din Yaffa sunt omorâte de rebeli. Răsculații distrug și livezi și plantații ale evreilor. La 
7 septembrie autoritățile introduc legea marțială .
Deoarece in timpul nopții orașul, cu ulicioarele lui strâmte, se afla sub controlul rebelilor , britanicii aruncă în aer o mare parte din Orașul vechi - circa 220 de case ("Operația Ancora")
Drept răspuns la închiderea portului Yaffa evreii deschid un port la Tel Aviv.
În urma violențelor și a grevei generale, Yaffa este lovită serios din punct de vedere economic.

### A doua fază a revoltei arabe
În 1937 planul de împărțire a Palestinei al comisiei
Peel ( numită de guvernul britanic prevede ca Yaffa să facă parte în viitor dintr-o enclavă controlată încă de Marea Britanie , împreună cu Ierusalimul, Bethleem și un coridor trecând prin Ramla și Lod (Lydda) până la mare. Arabii palestineni resping planul și în septembrie -octombrie 1937 declanșează a doua fază a răscoalei contra dominației britanice și a proiectului sionist în Palestina. Autoritățile britanice scot în ilegalitate Înaltul Comitet Arab și exilează o parte din conducătorii naționaliști arabi. La creșterea atacurilor arabe contra locuitorilor evrei replică organizațiile radicale evreiești Etzel (Irgun) și Lehi (grupul Stern) cu atentate anti-arabe. La 26 august 1938 membri ai Etzel fac să explodeze o bombă în piața de zarzavaturi din Yaffa, cauzând moartea a 24 arabi și rănirea a altor 39.
Între timp violența degenerează în ostilități în sânul populației arabe înseși, când bande de la țară încep să jefuiască 
sau să perceapă "taxe" de la locuitorii arabi de la oraș , mai ales în Yaffa. 
În 1939 guvernul Chamberlain renunță la planul Peel și în preajma începerii celui de-al doilea război mondial ia măsuri de conciliere față de arabi, ca de pildă în mai 1939 (Cartea Albă) limitarea imigrației evreiești în Palestina. Acesta hotărâre a ținut seama de faptul că opinia publică arabă era predispusă în general de a susține puterile Axei în speranța eliberării de sub tutela britanică și a desființării în fașă a nucleului entității naționale evreiești în Palestina. Presa arabă din Yaffa adoptase și ea de aceea o linie pro - germană și proitaliană fățișă mai ales în primii ani ai războiului.

### Rezoluția ONU din 29 XI 1947 și intensificarea ostilităților arabo - evreiești
În 1947 Comisia specială a ONU asupra împărțirii Palestinei recomandă ca Yaffa să facă parte din viitorul stat evreiesc.
În cele din urmă planul de împărțire al ONU aprobat de Adunarea Generală a ONU la 29 noiembrie 1947 prevede includerea Yaffei în viitorul stat arab palestinian dar sub forma unei enclave înconjurată de statul evreiesc.
Nefiind de loc de acord cu alocarea de teritorii unui stat evreiesc, partea arabă respinge însă planul ONU și în 30 noiembrie 1947 arabi palestineni lansează trei atentate contra evreilor in mai multe locuri din țară. Într-unul din ele un tânăr evreu este împușcat mortal la Yaffa. În continuare numeroși evrei cad loviți de țintași arabi care trag cu puștile de pe clădiri mai înalte de la marginea Tel Avivului, de pildă de pe minaretul moscheii Hassan Bek. Părți din străzile Herzl, Ha'aliya și Allenby din "primul oraș ebraic" devin obiective comode pentru franctirori arabi. Voluntari din Irak și Bosnia se alătură localnicilor pe turnurile moscheilor și ocupă unele case părăsite în puncte strategice la marginea dinspre Tel Aviv . Tirurile îndreptate din cartierul Manshiye spre strada Allenby din Tel Aviv atrag în cele din urmă represalii din partea mișcărilor combatante evreiești, mai ales a militanților radicali din ETzeL si LeHi. 

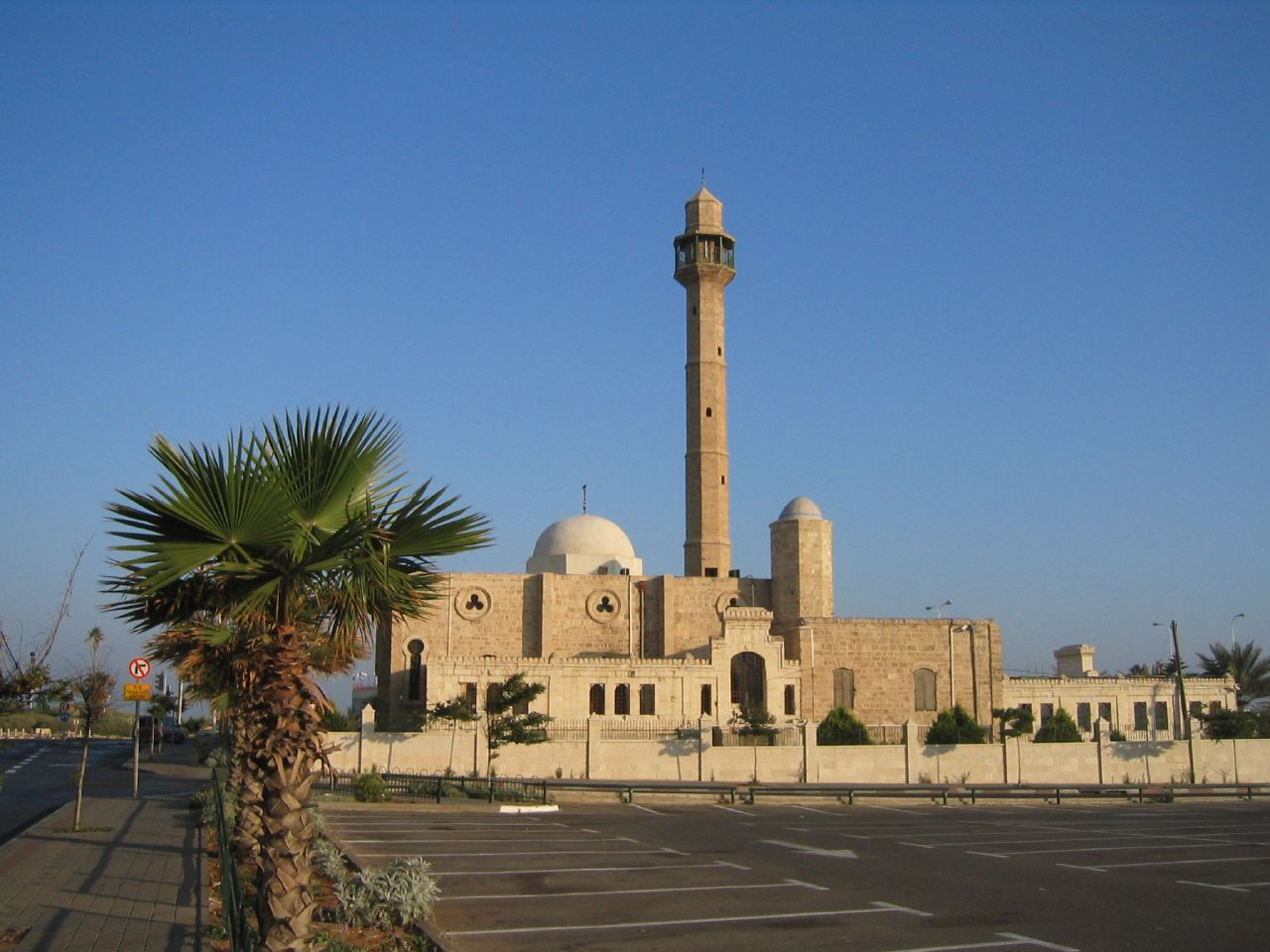
Moscheea Hassan Bek, 1916, renovată în 1994 cu minaretul reclădit de două ori mai înalt, în fostul cartier Manshiye, Tel Aviv-Yaffo

Locuitorii Yaffei erau divizați - o parte susțineau partida muftiului Hadj Amin al Husseini condusă de shekh Hassan Salame , iar alții simpatizau cu partida mai moderată. Din punct de vedere militar arabii din Yaffa se aflau în inferioritate deoarece drumurile de acces spre oraș erau controlate de evrei, care puteau să-l blocheze și să-l înfometeze.
Nu aveau un comandament militar unic și nici obiective militare clar trasate. O parte din operațiile de luptă contra evreilor din Tel Aviv erau dirijate de un Comitet național arab al partizanilor familiei Al Husseini al cărui sediu se afla in clădirea administrației ,Seraiul din centrul Yaffei .În ajutorul luptătorilor din Yaffa au sărit locuitori arabi din Ramla și Lidda (Lod) care au blocat drumul spre Ierusalim, precum și săteni din comunele învecinate Yazur (azi localitatea israeliană Azor) și Salame (azi cartier în sudul Tel Avivului) care au început să deschidă focuri de arme în direcția cartierelor sărace evreiești din sudul și estul Tel Avivului .
La 1 decembrie 1947 arabii declară o grevă generală de trei zile . Din acest moment și până la 11 decembrie pe tot cuprinsul Palestinei pier în ostilități și atacuri reciproce 130 persoane, între care 70 evrei, 50 arabi, 3 soldați britanici și un polițist britanic.
La 8 decembrie, după mai multe atacuri și contra-atacuri, circa 300 de combatanți arabi din Yaffa și Salame in frunte cu Shekh Hassan Salame, fost veteran în slujba celui de-al III-lea Reich în Iugoslavia, pătrund în cartierul evreiesc Hatikva din sud-estul Tel Avivului, dând foc la 32 barăci. 2500 locuitori evrei fug din calea lor . Oamenii lui Salame însă nu-și traduc succesul în avantaj militar din cauza preocupării cu jafurile. Combatanții din Hagana reușesc în cele din urmă să-i pună pe fugă . La 9 decembrie primarii din Yaffa și Tel Aviv ajung la un acord de încetare a ostilităților pentru a salva recolta și exportul citricelor. 
În schimb, la 13 decembrie1947, membri ai ETzeL, originari din cartierele Hatikva si Kerem Hateymanim fac o primă incursiune in Yaffa.
La 4 ianuarie 1948 militanți ai LeHI detonează un camion cu explozive lângă seraiul din Yaffa , sediul primăriei Yaffei și al Comitetului Național Arab, producând prăbușirea clădirii și pieirea a 26 arabi. Acest atentat dăunează serios moralului locuitorilor din Yaffa și al apărătorilor ei.
La sfârșitul anului 1947 Abu Kabir și cartierele arabe limitrofe
numărau 5000 de locuitori . Deîndată după 29 noiembrie1947
arabii din Abu Kabir începuseră să atace mijloacele de transport evreiești spre Ierusalim și spre moșavurile din sud până ce evreii fură nevoiți să construiască o cale alternativă .
Arabii continuară să tragă focuri de arme spre cartierele evreiești Shapira, Florentin și spre strada Herzl din Tel Aviv.
În februarie 1948 apărarea arabă la Yaffa cuprindea în principal membri ai așa - numitei Armate de Eliberare arabe conduși de irakianul Abdul Wahhab al Sheihk, apoi de căpitanul irakian Abdel Nadjm al Din și de localnicul Michail Al 'Issa ,la care se adăugau circa 50 de mujahiddun musulmani din foste unități SS din Bosnia sub comanda lui Hadj Murad și un număr dintre coloniștii germani.

### Exodul populației arabe. Cucerirea Yaffei de către evrei
În primele luni ale anului 1948 locuitorii arabi ai Yaffei au părăsit treptat orașul, mai ales pe calea mării, cu speranța de a se întoarce într-un viitor apropiat, după victoria forțelor arabe unite. Până în aprilie numărul locuitorilor arabi în localitatea izolată s-a redus în urma exodului la circa 25,000. 
În martie 1948 conducerea principalei formații paramilitare evreiești Hagana 
a adoptat planul Dalet care prevedea trecerea de la defensivă la ofensivă în scopul obținerii până la 14 mai (termenul final al mandatului britanic în Palestina ) a controlului întregului teritoriu care după hotărârea ONU urma să revină viitorului stat evreiesc. Ea își propunea să asigure în acelaș timp continuitatea teritorială necesară pentru protejarea populației evreiești - prin controlarea enclavelor arabe și a orașelor cu populație mixtă evreiască și arabă , și de asemenea prin ocuparea pozițiilor strategice, a taberelor si stațiilor de poliție pe care le vor evacua britanicii.
La 25 aprilie 1948 circa 6 companii ale Irgunului (ETzeL) sub comanda lui Amihay Paglin ("Giddi") a lansat o ofensivă contra arabilor din Yaffa, în cursul căreia a bombardat vreme de 72 ore centrul orașului. Au avut loc lupte grele din casă in casă până ce la 27 aprilie combatanții evrei au reușit să desăvârșească cucerirea cartierului Manshiye și să ajungă
la litoralul mării. Aprox. 40 din ei au căzut în luptă iar 80 au fost răniți. Locuitorii arabi au fugit spre sud, în centrul localității. 
Din ordinul Londrei, trupele britanice întărite cu avioane și nave au bombardat zona și au silit Irgunul să evacueze Manshiye la 28 aprilie . Înainte de a se retrage, evreii au aruncat în aer sediul local al poliției.
În zilele de 20 - 30 aprilie Haganá (18 unități ale brigăzilor Alexandroni, Givati și Kiryati ) a lansat, la rândul ei, un atac pentru a ocupa satele arabe din estul Yaffei (operația Hametz) - Hirye, Sakiye, Salame, Yazur și Tel ar Rish. Aceste evenimente - refugierea spre Yaffa a unei părți din locuitorii acestor comune , jafurile și abuzurile la care au început să se dedea chiar membri ai milițiilor neregulate arabe, conflictul care izbucnise între oamenii muftiului Al Husseini și membrii Armatei de eliberare arabă conduși de Najjm ad Din,- au dus la creșterea în continuare a exodului pe calea mării a locuitorilor orașului. În cele din urmă și primarul Yaffei , Yussef Heykal și apoi și ultimul comandant al Armatei de Eliberare arabe din Yaffa, Michail Al Issa, au fugit din orașul asediat, pe calea mării. 
Conform armistițiului dintre Etzel și trupele britanice , Hagana a preluat pozițiile Etzelului în Yaffa. 
Yaffa a capitulat în fața Haganei la 13 mai 1948 
În urma exodului în masă , dintr-o populație de circa 70,000-80,000 de arabi au rămas pe loc doar 4,100.

### Primarii Yaffei
La începutul mandatului britanic asupra Palestinei, în 1918-1926 primarii au fost numiți de autoritățile mandatare britanice.
Sub regim otoman:
- 1908–1915: Omar Al Bitar
- 1915–1917: Hasan Bek, guvernator militar; Bahaa Ad-Din, caimacam
- 1918–1938: Assam Bek As-Said, primul primar ales prin alegeri - începând din 1927
- 1939–1941: Abd Ar-Rauf Al Bitar
- 1941–1945: Omar Al Bitar
- 1945–1948:  Yussuf Heikal  - ales cu mare majoritate în 1947

## Jaffa modernă, parte a Tel Avivului
În cursul luptelor din Războiul arabo - israelian din 1948 numeroase clădiri ale Jaffei au fost distruse parțial sau total. Orașul vechi, părăsit de locuitori, a rămas în ruine.
În anii 1948 - 1949 orașul a fost sub regim de guvernământ militar israelian, apoi a trecut sub conducerea unei administrații speciale civile Minhal Yaffo în cadrul primăriei Tel Aviv.
În anii 1948 - 49 și la începutul anilor cincizeci au ajuns în Israel valuri masive de imigranți evrei din Europa (între care și din România) și din țările arabe, din care unii au fost așezați în case arabe părăsite, alții în blocuri (shikun) construite cu repeziciune. Mulți imigranți evrei, mai ales din Bulgaria, s-au stabilit în partea nouă a Jaffei, în jurul bulevardului King George numit de acum Yerushalaim (Ierusalim), unde pot fi văzute până astăzi numeroase restaurante cu profil culinar bulgar și sefard din Balcani, alături de altele cu profil kasher, arab local, libian sau românesc.
În partea veche din jurul pieții numite în prezent Kedumim s-au așezat arabi din straturile sărace, mulți din ei veniți din alte așezări arabe părăsite. Aceste zone ale orașului, neglijate multă vreme, s-au degradat foarte mult, sărăcia si nivelul necorespunzător al învățământului însoțindu-se de o creștere a criminalității și a consumului și traficului de droguri. Acesta e motivul pentru care în Yaffa, din anii 1970 se află o policlinică și o unitate medicală cu paturi destinată dezintoxicării și curei
locuitorilor dependenți de droguri, evrei și arabi.
Dupa ce în 1921 Tel Aviv devenise independent de Yaffa, în anul 1950 Yaffa a fost reunită cu Tel Aviv- ul, de această dată ca parte a acestuia.
In anul 1965 portul Yaffa a fost închis pentru vapoare odată cu deschiderea portului nou Ashdod
Pentru a îmbunătăți starea orașului și condițiile de viață ale locuitorilor s-a întemeiat în anul 1960 Societatea pentru dezvoltarea orașului vechi Jaffa.
În scopul reabilitării și dezvoltării Yaffei s-au înființat mai multe echipe de arhitecți,din care au făcut parte Yaacov Yaar, Yona Fitelson, Saadya Mendel și Eliezer Frenkel.
A fost reconstruită zona Yaffei vechi, fostul cartier creștin , acolo fiind create 
ateliere și galerii ale unor artiști plastici. De asemenea s-a refăcut parțial și zona de lângă Piața Turnului cu Ceas) (Piața Ceasului). Ambele părți menționate ale Yaffei au devenit o zonă turistică foarte frecventată. 
Un punct de atracție deosebit în zona arabă a Jaffei continuă să fie de aproape un secol și jumătate renumita brutărie Abulafia, de asemenea restaurantele și humuseriile din preajma portului și din sectorul aparținând familiei Hajj Kakhil.
Jaffa a devenit cu timpul un centru de intensă viață culturală și de divertisment: mai ales în domeniul music hall-ului - în săli-restaurant ca Alhambra , în cluburi ca Ariana, Calif, Hammam sau clubul Teatrului (Moadon Hateatron). Numele orașului s-a legat de debutul multor cântăreți israelieni ca și de activitatea unor cântăreți greci ca Aris San, Trifonas, Lukas Daralas , etc , precum și de trupe israeliene locale și „regi” ai vieții boemei ca scriitorul Dan Ben Amotz. Din Jaffa au început transmisiunile postului de radio al armatei Galey Tzahal.
Actorul și regizorul israelian Niko Nitay, originar din România, a înființat Teatrul „fringe” Hasimtá, mai apoi au apărut și alte ansambluri de teatru „fringe” ca Teatrul Notzar, Teatrul arabo - evreiesc,
,Teatrul de mișcare Meyumana, și de asemenea teatrul de repertoriu, în limbile ebraică și rusă „Gesher”. Au fost organizate festivaluri ca „Du-et” - închinat coexistenței dintre evrei și arabi și festivalul „Nopțile Yaffei”. 
Yaffa este cunoscută și ca un centru sportiv al arabilor si evreilor. Aici se află unul din stadioanele însemnate ale Israelului - stadionul Blumfield, inaugurat, în locul vechiului teren Bassa, în anul 1962 și care este stadionul cluburilor Hapoel și Makabi Tel Aviv. 
În ultimii ani, în timpul primarului Ron Huldayi s-a înființat un nou cadru organizatoric (Mishlama) care se ocupă de refacerea Yaffei. Au luat ființă centre comunitare ale iudaismului ortodox și reformat, de asemenea o filială a Universității Tel Aviv, un liceu de muzică care găzduiește ateliere internaționale de operă, iar lângă fostul Serai a luat ființă Centrul cultural turc afiliat ambasadei Turciei în Israel. După acordurile cu arabii palestineni la Oslo s-au pus bazele Institutului Peres pentru pace și s-a deschis ambasada Vaticanului.
Arabii din Yaffa, organizați începând din 1967 în instituții ca Trustul de caritate musulman și apoi după 1973 în Asociația filantropică islamică Al Maqassid ( al-Maqasid al-Khayriyya al-Islamiyya) condusă de Abdel Badawi Kabub, iar din 1979 și în asociația cu platformă naționalistă laică Rabita ("Societatea Arabilor din Yaffa") au dus o luptă prelungită cu birocrația primăriei și a guvernului, pentru menținerea moscheii Hassan Bek din fostul cartier dărâmat Manshiye, ca loc de cult musulman. În 1981 din inițiativa asociației Al Maqassid ,cu ocazia anului nou islamic, a avut loc în semn de protest în această moschee, multă vreme pustie și neutilizată, primul serviciu divin de la 1948 , fiind prezent ca invitat primarul de atunci al Tel Avivului, Shlomo Lahat. Prăbușirea accidentală a minaretului moscheii la 8 aprilie1983 a trezit și mai mult nemulțumirea publicului arab din Yaffa.
Autoritățile municipale din Tel Aviv au hotărât înființarea la Jaffa a unui Consiliu islamic "Al Hay'a al Islamiya" inaugurat în 1988 și care a preluat răspunderea pentru renovarea moscheii, cu ajutorul a unor donații. În 1994 moscheea Hassan Bek renovată, cu un minaret de aproape de două ori mai înalt, a fost redată serviciului religios musulman. 
Dar toamna anului 2001 a fost martoră a izbucnirii celei de-a doua răzmerițe (Intifadat al Aksa) a arabilor palestineni din teritoriul ocupat al Cisiordaniei și Gazei, care s-a remarcat printr-un val de atentate explozive ale unor sinucigași arabi împotriva populației israeliene pe tot cuprinsul Israelului între anii 2000-2004. La începutul acestor evenimente, în octombrie 2000, după reprimarea de către poliție a unor manifestații violente ale unor tineri arabi în Galileea, precum și după explozia provocată de un atentator sinucigaș islamic la discoteca Delfinariului de pe litoralul Tel Avivului la 1 iunie 2001 și demonstrațiile de protest ale unor evrei în fața moscheii Hassan Bek din vecinătate, tineri arabi israelieni din Yaffa, sub influența mișcării islamiste locale, dominată de extremiștii „curentului de nord” al acestei mișcări, și solidari cu cauza conaționalilor lor din Cisiordania și Gaza, au participat la demonstrații violente care au dus la paralizia vreme de mai mulți ani a turismului evreiesc și străin în Yaffa. Lozincile declanșatoare ale violențelor din octombrie 2000 se refereau la o imaginară incendiere a moscheii Hassan Bek de către evrei. După 2004 situația Yaffei a revenit la normal.
În anul 2005, însă, fapta unor extremiști evrei care au aruncat, în mod provocator, un cap de porc pe care au scris numele profetului Muhammad în incinta moscheii Hassan Bek, a produs iarăși consternare în rândurile musulmanilor deja sensibilizați de ațâțări din trecut.
În prezent există tensiuni la Yaffa în jurul chestiunii construirii unor arii rezidențiale destinate populării cu noi locatari evrei înstăriți (gentrification). Aceste proiecte riscă să lezeze drepturile unor localnici arabi, care se tem să nu fie evacuați fără despăgubiri corespunzătoare.
În prezent au loc la Yaffa lucrări de amenajare a plajei litorale precum și de construire a liniei de tren expres regional care va uni orașele Bat Yam, Tel Aviv-Yaffo, Ramat Gan și Petah Tikva.

## Instituții, monumente și obiective turistice
- Muzeul de antichități al Yaffei

aflat într-o clădire otomană cladită în secolul al XVIII-lea care a devenit la începutul secolului al XIX -lea (ca.1811) sediul guvernatorului Abu Nabut și cunoscut mai târziu ca Vechiul Serai. Ea s-a ridicat pe ruinele unei citadele cruciate. După ce în 1890 guvernământul orașului
s-a mutat la Seraiul Nou din Piața Ceasului, edificiul a slujit până în 1948 drept casă familiară și fabrică de săpun, proprietate a familiei arabe creștin-ortodoxe Demyani.
Muzeul a fost înființat în anii 1970 de către arheologul Yaakov Kaplan. El cuprinde obiecte antice începând cu 
mileniul 6 î.C. Între exponate se pot menționa:
ușorii porții orașului din perioada egipteană, cu o inscripție conținând numele faraonului Ramses al II-lea , statuete, unelte de lucru și domestice, ulcioare, lămpi de ulei, etc unele produse locale , altele provenind din alte localități de pe coasta de est a Mării Mediterane. De asemenea se pot vedea pietre de mormânt din cimitirul evreiesc antic din secolele II-V e.n.
- Bulevardul Yerushalaim (numit în trecut Sultan Abdül Hamit, apoi King George)

artera principală de transport și comercială a orașului de azi, clădită de guvernatorul otoman Hassan bek în 1915.
Elevi ai școlii agricole evreiești Mikve Israel din vecinătate au participat la plantarea palmierilor la începuturile acestui bulevard.
Aici se află moscheea Al Nuzha și alte instituții musulmane. sinagogi ortodoxe și centrul cultural al iudaismului reformat Ruth Daniel,fostul cinema Alhambra, cu Centrul Bisericii Scientologice, Teatrul Gesher (fost cinema „Noga”), "Clubul Teatrului" (fostul cinema „Irshid”) etc.
Se remarcă clădirea monumentală a Poștei, proiectată de arhitectul britanic Austin Harrison.
- Piața de vechituri și de obiecte antice- Shuk hapishpeshim ( Piața de purici, ajungând printr-o curioasă metamorfoză de traducere să fie numită în ebraică "Piața de ploșnițe")
- Hanul Manoli pe strada Beit Eshel
- Strada Yefet (în trecut strada Ghaza) - strada principală a zonei arabe a orașului, în estul orașului, de-a lungul traseului fostului zid al cetății.

Aici se află moschei, numeroase biserici și mănăstiri, școli, magazine și restaurante.
- Strada Eilat (continuată spre vest cu strada Raziel) - în nord, la limita cu Tel Avivul

numită în trecut strada Bustrus, după omul de afaceri libanez Najib Bustrus, care a construit aici mai multe clădiri si magazine.
Înainte de dezvoltarea Tel Avivului multe din aceste magazine au aparținut unor evrei. Într-una din clădiri se afla Oficiul palestinian al Agenției Evreiești - focarul activității sioniste din Palestina în timpul dominației otomane. De asemenea pe această stradă s-a aflat primul sediu al Gimnaziului ebraic .
Mai multe case din această stradă servesc Institutul Avni, una din cele mai importante școli superioare de arte plastice. 
În apropiere se afla fosta Gară Yaffa, centrul unui noi zone de comerț și agrement. Autoritățile britanice au construit pe o parte din stradă o cale ferată pentru transportul de mărfuri din port spre gara Jaffa, folosind o locomotivă specială mânată prin forță eoliană.
- Piața Ceasului

- Cimitirul Tassu

numit așa dupa proprietarii armeni ai terenului până la sfârșitul secolului al XIX-lea - familia Tassu, este un
cimitir musulman aflat pe strada Tel Giborim, lângă autostrada Ayalon. Aici se află conservat aproape intact sistemul vechi de aprovizionare cu apă care a ajutat la irigarea livezilor de protocali în secolul al XIX-lea.

## Moschei și locuri de cult islamice

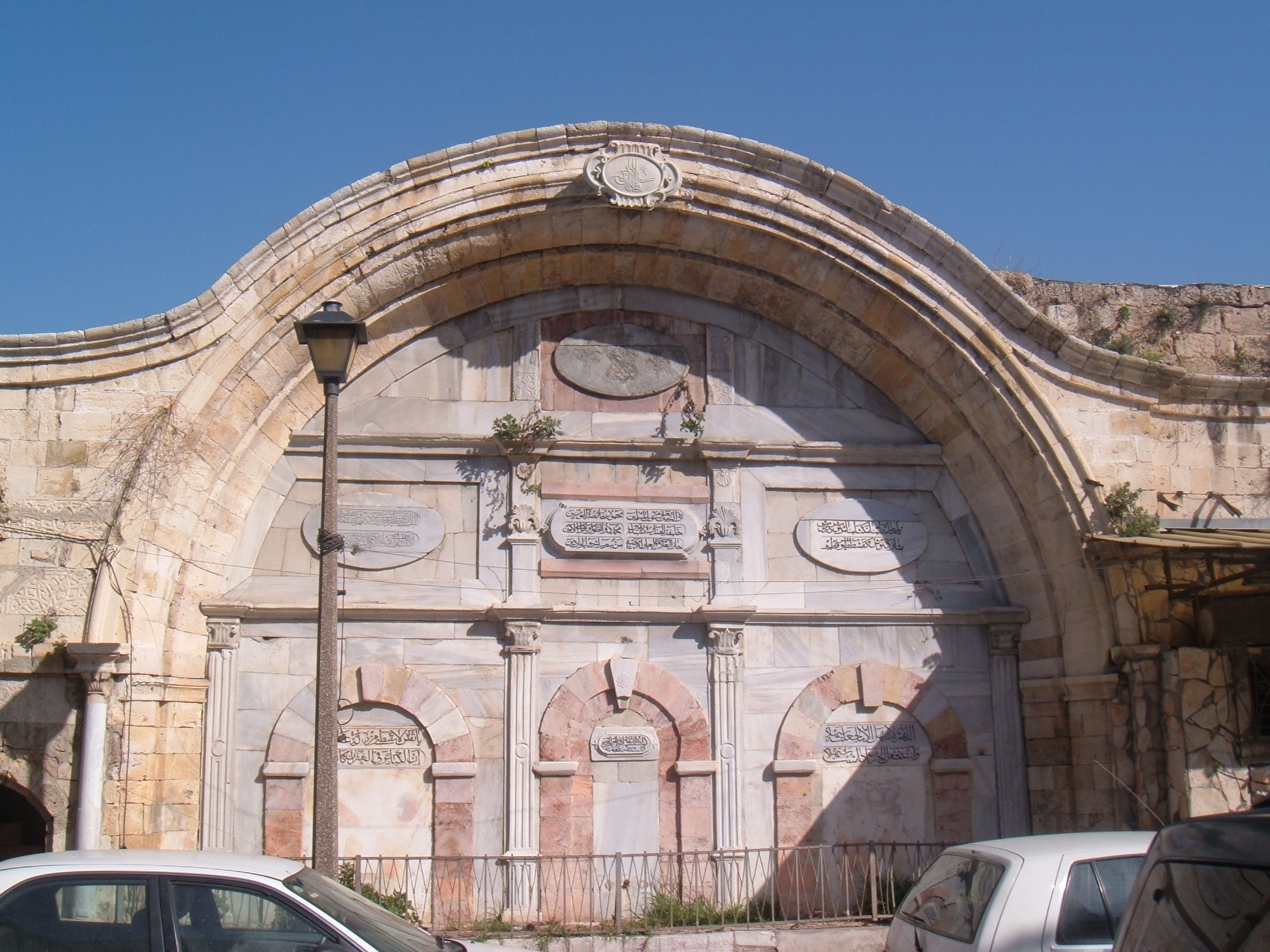
Sabil Suleiman, clădit în 1809

- Moscheea Mahmudiye,cunoscută ca Moscheea cea Mare (Al Masjid al Kabir) la vest de piața Ceasului, la intrarea în strada Ruslan, ridicată în 1730 și lărgită semnificativ în anii 1811-1812 de către Abu Nabut, astăzi principala moschee a locuitorilor din Yaffa. Conține o sală centrală și mai multe mici locuri de rugăciune suplimentare în curtea clădirii.

Trei din pereții externi ai moscheii sunt parte din zidul cetății.
În construcția moscheii au fost folosite materiale, inclusiv coloane de marmură prelevate din edificii cruciate din Cezareea și Ascalon.
Lângă ea a fost clădit în acelaș timp un han „Han al Kamkh” destinat pelerinilor și vizitatorilor. 
Sabil Suleiman (1809), situat în apropiere în partea de sud a Marii moschei și destinat ablațiunilor rituale, a fost și el clădit de Abu Nabut.
Zona din sudul Moscheii Mari, unde Abu Nabut a înființat bazaruri, a devenit centrul orașului și locul de unde au pornit procesiunile religioase musulmane, inclusiv în timpul răscoalelor din prima jumătate a secolului al XX-lea.
- Moscheea Al Nuzha, clădire impunătoare în bulevardul Yerushalaim, foarte activă în viața comunității musulmane, construită în secolul al XX-lea. Aici se afla sediul tribunalului religios musulman și o bibliotecă islamică.
- Moscheea Adjami ridicată în veacul al XVIII-lea, este numită după Ibrahim Al Adjami, al cărui mormânt se află în preajmă. A fost renovată in anii 1970.
- Moscheea Hassan Bek,aflată azi în Tel Avivul propriu zis,lânga cartierul yemenit Kerem Hateymanim. A fost zidită în 1916 de guvernatorul Hassan Bek al Bassri al Ghabi.

Dupa căderea minaretului în 1983, în 2000-2001 a fost renovată și redată după o pauză de zeci de ani uzului cultului islamic.
- Moscheea Mării Masjid al Bahr sau al Mina (a Portului) așezată pe marginea mării lângă port. renovată în anii 2000. Ea era în trecut moscheea pescarilor.
- Moscheea Siksik, pe  strada Beit Eshel (în trecut strada Siksik) lângă talciocul Shuk Hapishpeshim, înființată în 1883 de către familia Siksik din Jaffa, a funcționat ca loc de cult până în 1919. A adăpostit între 1948-2009, o magazie de echipament al companiei Keter. In clădirea anexă a funcționat la etajul I o fabrică de obiecte de plastic a companiei Keter, iar la etajul II un club al evreilor bulgari. În curte și într-o parte a sălii de rugăciune a funcționat până în 1965 o cafenea. Alături se află un sabil. A fost redeschisă în 2009 de către familia Siksik, cu sprijinul Mișcării Islamice.[15]
- Moscheea Graniței (Masjid al Abiad), la limita dintre Jaffa și Bat Yam era neterminată, și adăpostește începând din anul 1948 sinagoga evreiască Zikhron Kedoshim.
- Sabil Abu Nabut

Făntână rituală din vremea guvernatorului Abu Nabut din 1815, în stil "rococo otoman", prevăzută cu trei cupole mari și patru mici, e situată astăzi pe strada Ben Tzvi din sudul Tel Avivului.
Călători și caravane de cămile își potoleau aici setea în drumul spre Ierusalim.

## Biserici și mănăstiri

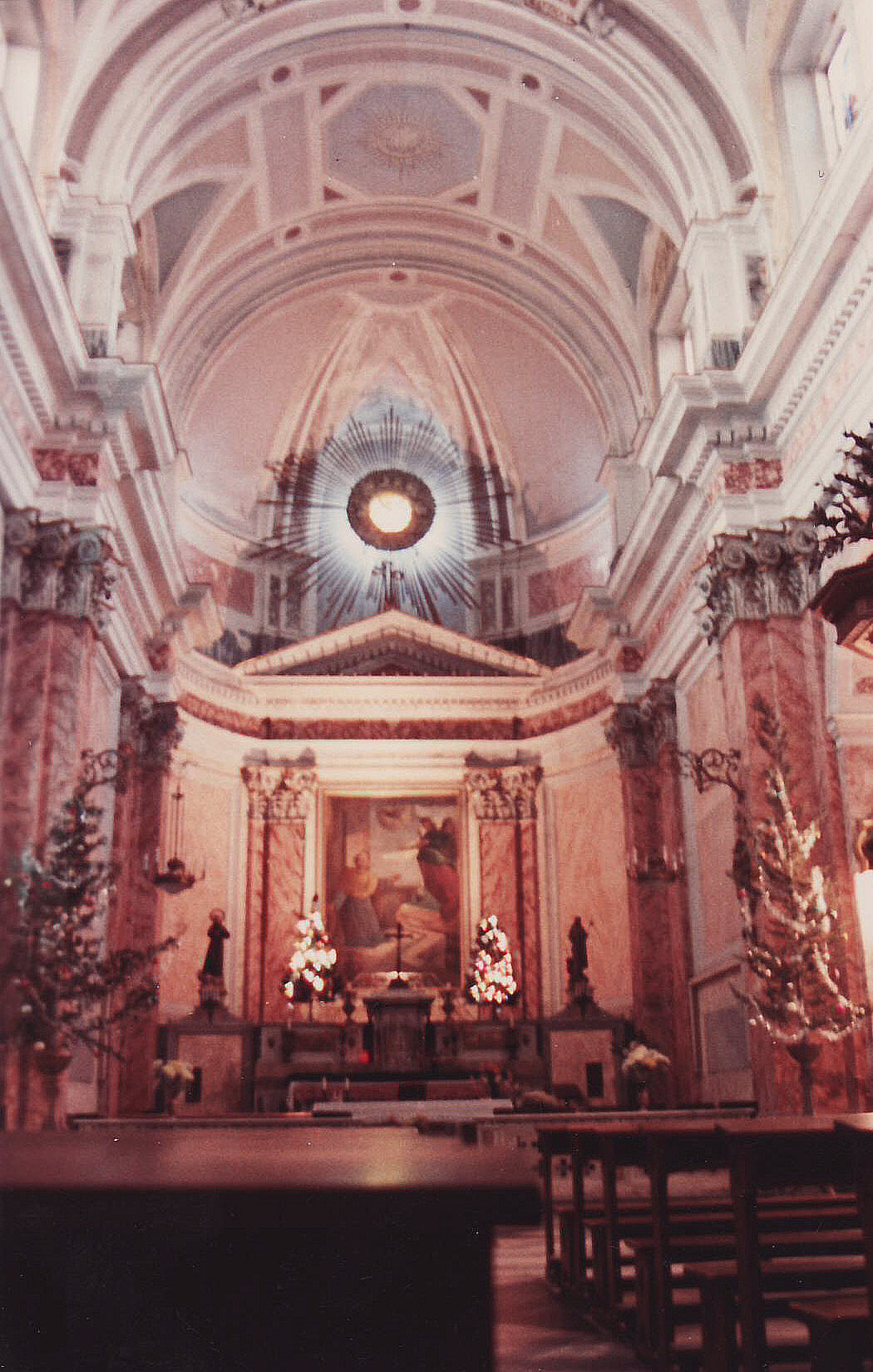
Interiorul bisericii Sf.Petru din Jaffa cu pictura "Viziunea Sf. Petru" de Talarn i Ribot

- Biserica și Mănăstirea franciscană Sfântul Petru, (în arabă Qala'ah - a Cetății) cea mai proeminentă clădire din orașul vechi Jaffa.

în piața Kedumim, str Mifratz Shlomo 1.
situată pe acropolisul, vârful colinei Jaffa .
Piața Kedumim este pe locul fostei Kasbe arabe, aruncată în aer de către armata britanică mandatară în timpul rebeliunii arabe din 1936.
Biserica și mănăstirea Sf Petru s-au construit în amintirea învierii văduvei Tabitha sau Dorkas de către apostolul Simon Petru. (Faptele,9,36-43)
Clădirea actuală în stil baroc latino-american, a fost construită prin grija regatului Spaniei în anii 1888-1894 și sfințită în anul 1891 . Vechea clădire, dinainte, fusese o mică mănăstire - han numită Casa Nova, Casa libera sau Hospiciul Latin, ridicată în 1654 pe locul citadelei cruciate din secolul al XIII-lea care veghea asupra localității și al unei prime mănăstiri franciscane ctitorite prin 1252-1253 de către regele Ludovic al IX-lea al Franței (Sfantul Ludovic). În pivnița mănăstirii se pot vedea resturi din cetățuia cruciată. La intrarea in mănăstire se află o statuie a Sfântului Ludovic . 
Biserica conține vitralii create de artistul bavarez Franz Xaver Zettler (1841-1916) precum și, deasupra altarului, tabloul reprezentând viziunea lui Petru, operă a pictorului și sculptorului catalan Domènec Talarn i Ribot (1812 - 1902).
Aici se țin slujbe divine în limbile engleză, spaniolă, italiană și portugheză.
- Casa lui Simon tăbăcarul (Beit Shimon Ha'burskí)

legată de un episod din viața apostolului Petru,(Faptele,10)
a fost până în 1948 un loc de cult musulman, moscheea Budrus sau Jamiya at Tabiye.
Se află în proprietatea familiei armene Zakarian.
Aici Simon Petru a avut viziunea animalelor curate și necurate care l-a făcut să meargă la Caesarea în vizită la casa centurionului Cornelius.
Lăcașul este considerat sfânt de către cultul latin și armean.
În apropierea locului se află farul construit de britanici.
- Biserica Sf. Anton de Padova (biserica italiană San Antonio di Padova) , pe strada Yefet 25.

Construit în stil neo-gotic în 1932, este principalul centru parohial al romano-catolicilor din Jaffa, cu servicii divine în arabă și engleză, aparținând ca și Biserica St Petru Custodiei Țării Sfinte administrată de Ordinul fraților franciscani sau minori. Ea are un turn cu ceas iar din complexul de clădiri anexe face parte și Mănăstirea și Școala Terra Santa. 
Biserica deservește și comunitățile de religie romano- catolică din rândurile lucrătorilor străini, ca de pildă din Filipine și America Latină.
- Biserica Sf. Mihail

situată la vest de biserica armeană,
restaurată în anul 1994, Biserica Sf Mihail este o biserică ortodoxă care deservește comunitățile ortodoxe de limbă română și rusă.
- Biserica Sf. Gheorghe (St.George) (Aios Ghiorghios)

principala biserică greco-ortodoxă din Yaffa, situată la colțul străzilor Pasteur (nr.1-5) și Yefet, a fost construită la finele secolului al XIX-lea și se distinge printr-o clopotniță înaltă.
La sfârșitul secolului al XIX-lea comunitatea elenă din oraș a înființat piața Suk-a-Dir cu prăvălii de închiriat, la estul zonei Turnului cu Ceas. Acesta piață, numită și „piața grecească”, a slujit la finanțarea întreținerii edificiilor religioase din domeniul bisericii Sf. Gheorghe.
- Mănăstirea și capela St.Nicolae

aparținând bisericii armene
În 1905 trăiau la Yaffa circa 100 armeni de rit gregorian.
Mănăstirea armeană Sf Nicolae se află pe cheiul așa numit „al cele de-a doua Aliya”, mai jos de biserica franciscană Sf Petru.
Mănăstirea și hanul armean au fost lărgite în 1663 din ordinul patriarhului armean din Ierusalim.
Ele au slujit multă vreme drept han pentru pelerini.
În 1799 l-au adăpostit pe Napoleon și apoi pe soldații săi loviți de epidemia de ciumă, precum și pe prizonierii otomani.
Aici au loc săpături arheologice care au pus în evidență 
construcții din epocile precedente - bizantină și cruciată.
- Biserica și mănăstirea ortodoxă rusă a Sfântului Apostol Petru, în arabă - Moskobiye, în ebraică - Biserica rusă, sau Petrus, כנסיית פטרוס, הכנסייה הרוסית; lângă ea - Mormântul Sfintei Tabitha, în preajma grădinii zoologice și a Liceului de științe naturale.

Este situată lângă strada Herzl, în cartierul Abu Kabir, aflat în prezent in Tel Avivul propriu-zis, pe o colină în mijlocul anticului cimitir evreiesc din perioada romană-bizantină, care se întindea în vechime până la actuala stradă Kibutz Galuyot și la Sabil Abu Nabut.
Biserica a fost construită în anii 1888-1894 lângă o catacombă dezvelită în anul 1834 și pe care tradiția bisericii pravoslave a identificat-o ca fiind mormântul sfintei Tabitha, văduva milostivă Dorkas , cea înviată de apostolul Simon Petru la Jaffa. Terenul pe care a fost zidită biserica a fost cumpărat de Misiunea ecleziastică rusă datorită eforturilor arhimandritului Antonin (Kapustin), renumit bizantinolog și arheolog. 
În 1914, după izbucnirea primului război mondial, personalul rus a fost expulzat, iar biserica a fost rechiziționată de autoritățile otomane pentru militarii turci. După 1918 ea a intrat în posesia Biserici "rușilor albi" din exil. 
După întemeierea Israelului în 1948, patriarhia rusă din Moscova a luat biserica în controlul ei.
- Biserica anglicană din Jaffa la colțul străzilor Yefet nr48 și Rauf al Bitar. Înconjurată de o grădină, ea a încetat să mai funcționeze odată cu încheierea mandatului britanic asupra Palestinei în 1948.

- Biserica maronită Sfântul Anton

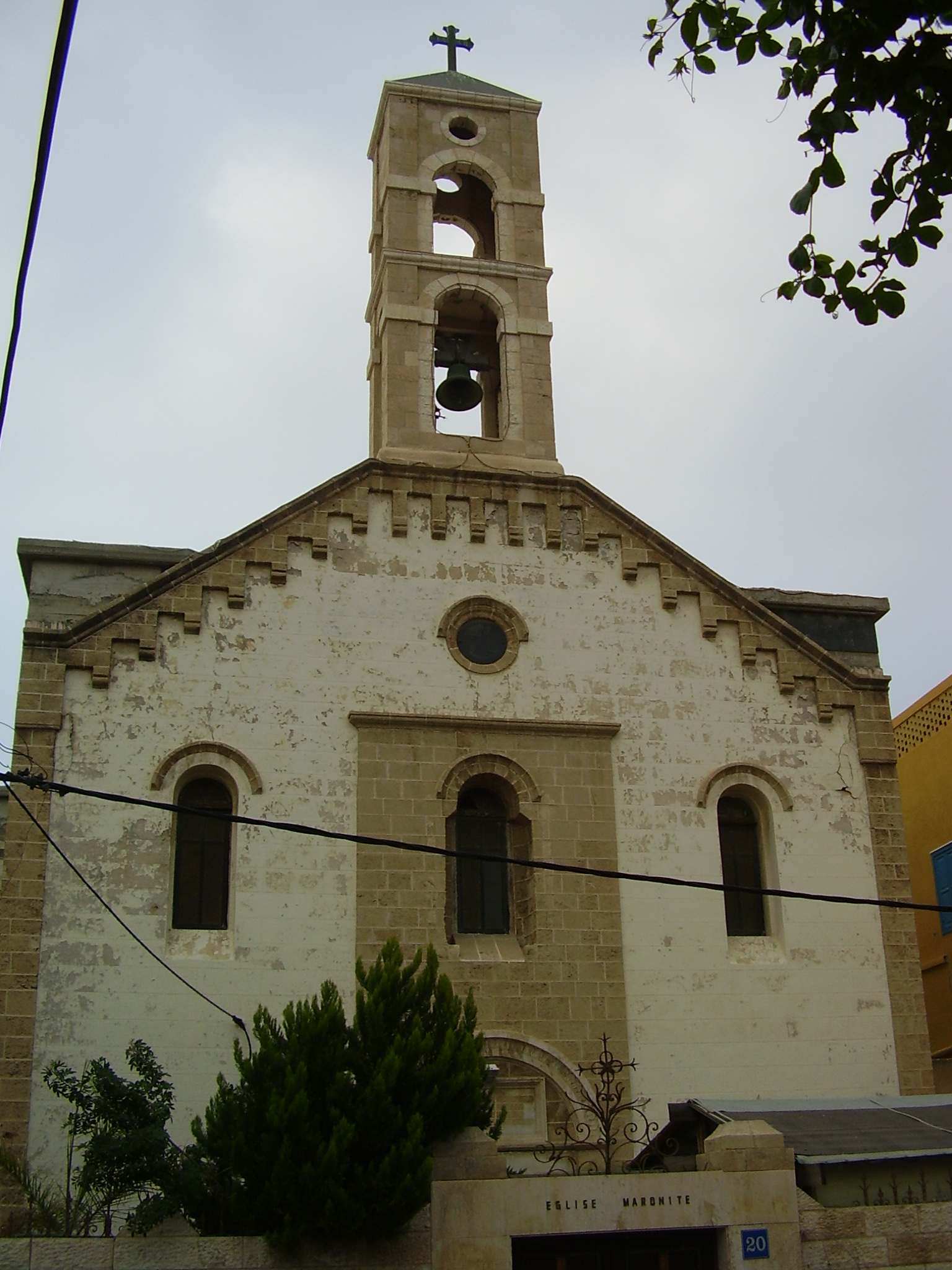
Biserica maronită din Jaffa

Creștinii maroniți. originari din Liban au fost prezenți la Yaffa, se pare, încă din 1099, odată 
cu prima cruciadă. În 1855 doi călugari au fondat prima biserică și mănăstire în orașul vechi, în apropierea portului.
În anul 1895 s-a construit un nou edificiu al mănăstirii pe o suprafață de 1600 m2, dar și el a fost demolat și înlocuit apoi de o clădire mai mare și mai frumoasă căreia i s-a pus oficial prima piatră în 1904, și a cărei construcție a fost desăvârșită, între altele, din cauza vicisitudunilor războiului mondial, abia în 1920. 
Înainte de 1948 au trăit in Yaffa circa 800 de maroniți, în prezent numărul lor este de numai 60.
- Biserica coptă Sf Antonie cel Mare în cartierul Adjami, clădită în 1850, împreună cu un han și o grădină și făntână, se distinge prin cupola ei roșie. Ea a deservit în trecut mica obște coptă a Jaffei precum și pelerini egipteni. După 1948 au încetat să mai vină pelerini copți din Egipt,iar locuitorii copți au părăsit Jaffa în cursul războiului. Până în anii 2000 a trăit aici un singur călugăr. În prezent hanul e în paragină, iar în biserică arareori au loc nunți ale unor familii copte din orașele Lod și Ramla.

## Sinagogi

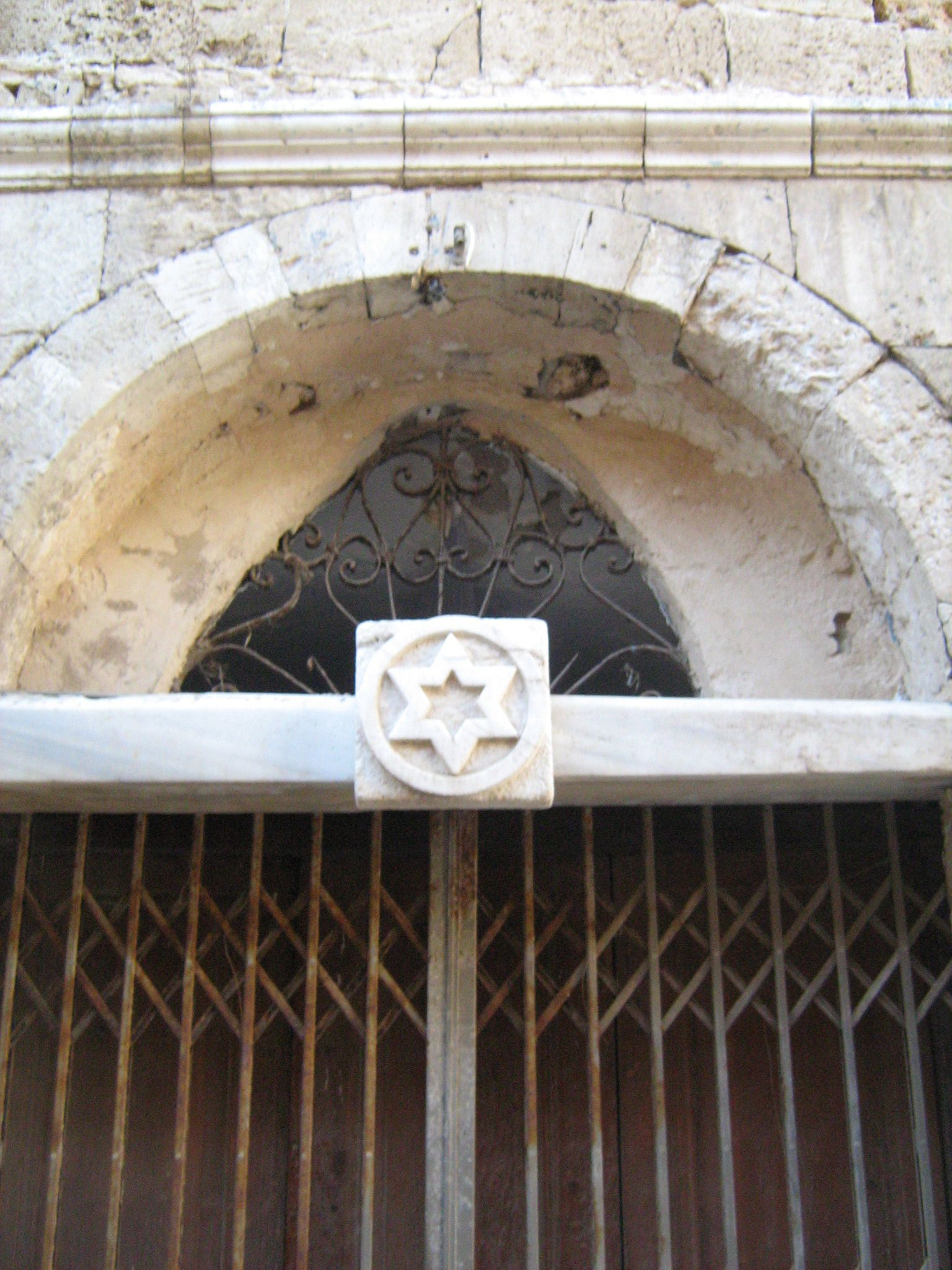
Intrarea sinagogii evreilor libieni la Jaffa

- Sinagoga evreilor din Libia (str.Mazal Daggim 2)

este cea mai veche sinagogă din orașul unit Tel Aviv-Yafo. În anul 1740, în apropierea portului Jaffa, din inițiativa unui comitet al evreilor din Constantinopol a fost ridicat un han destinat pelerinilor și imigranților evrei în Țara Sfântă. El a fost cunoscut ca „Beit Zonana”, după numele lui Rabbi Yaacov ben David Zonana, notabilul evreu care l-a achiziționat. Hanul slujea și pentru rugăciuni și era prevăzut cu o baie rituală evreiască - mikvé.

În 1757 locul a fost vizitat de rabinul Haim Yosef David Azulay care îl amintește în scrierile sale ("Maagal tov"). După câțiva ani casa a fost luată în stăpânire de arabi musulmani din vecinătate,(dupa mărturia vizitatorului, rabinul Simha ben Rabbi Yehoshua din Zalazitz sau Zalozce,1764) care au permis pentru o vreme evreilor să se roage acolo trei zile în tot anul. Apoi și această permisiune a fost retrasă. În cursul veacurilor casa a avut mai multe întrebuințări, fiind, între altele, fabrică de săpun. Locuitorii arabi obișnuiau însă să-i spună "Casa evreiască". 
Clădirea a fost recuperată de evrei odată cu cucerirea Jaffei în perioada Războiului arabo-evreiesc din 1948-1949 , și din anul 1948 ea a devenit sinagoga imigranților evrei din Libia care au fost cazați în oraș. Legenda povestește că atunci când acești imigranți căutau în Jaffa un loc de rugăciune, au întâlnit un călugăr franciscan care le-a dăruit cheia casei, spunându-le ca ea a fost odată loc de rugăciune evreiesc. 

Abia în anul 1980 clădirea a fost identificată cu hanul din 1740. Schimbări demografice în cartier au dus la abandonarea locului de către o mare parte a credincioșilor, care s-au mutat în altă parte. El a mai fost folosit cu prilejul unor sărbători.
În anul 1995 partea lui de răsărit a devenit o parte a Muzeului de artă Ilana Gur. 
 
În ultimii ani mișcarea religioasă hasidică Habad încearcă să obțină încăperea pentru credincioșii ei.

## Jaffa în creații artistice
Jaffa și fostul cartierul limitrof de nord Manshiye au fost teatrul scenelor unor filme israeliene populare - unele în regia lui Menahem Golan (locuitor al Jaffei) - "Eldorado" (1963), musicalul "Casablan" (1973) pe muzica lui Dubi Seltzer și având în centru povestea unor bande de stradă ale unor tineri noi imigranți originari din Maroc, și unde rolul principal l-a jucat cântărețul Yehoram Gaon, și "Regina trotuarului" (1971) cu actrița Gila Almagor.
Filmul israelian "Polițistul Azulai" (1971) al lui Ephraim Kishon, câștigător al premiului „Globul de Aur”, a fost de asemenea, turnat la Jaffa.

## Personalități născute aici
- Michel Loève (1907 - 1979), matematician evreu, franco-american;
- David Zehavi (1910 - 1977), compozitor;
- Ismail al-Faruqi (1921 - 1986), filozof musulman;
- Yasser Abed Rabbo (n. 1944), politician;
- Itzhak Perlman (n. 1945), muzician;
- Hanna Laslo (n. 1953), actriță;
- Yoav Galant (n. 1958), militar, politician.